# 혼노지의 변
혼노지의 변(本能寺の変)은 일본 덴쇼(天正) 10년(1582년) 음력 6월 2일(양력 6월 21일) 아침, 아케치 미쓰히데(明智光秀)가 모반을 일으켜 교토(京都)의 사찰 혼노지(本能寺)에 머무르고 있던 자신의 주군 오다 노부나가(織田信長)를 습격한 사건이다.
노부나가는 잠들어 있던 와중에 기습을 당했고, 자신이 이미 포위되었음을 깨닫고 절에 불을 질러 자결하였다. 노부나가의 적남(嫡男)으로 오다 가(織田家)의 당주였던 노부타다(信忠)도 습격을 당했고, 자신이 숙박하고 있던 묘카쿠지(妙覚寺)에서 니조고신조(二条御新造)로 옮겨서 항전하였으나 마찬가지로 건물에 불을 지르고 자결하였다.
노부나가와 노부타다, 부자의 죽음으로 오다 정권(織田政権)은 와해되었으나, 미쓰히데도 6월 13일의 야마자키 전투(山崎の戦い)에서 하시바 히데요시(羽柴秀吉)에게 패하고 죽었다. 이 사건은 히데요시가 대두하여 도요토미 정권(豊臣政権)을 구축하는 계기가 되었고, 센고쿠 시대의 난세는 종언으로 향하게 된다. 때문에 혼노지의 변은 센고쿠 시대라는 일본 역사의 한 대목 안에서 하나의 분수령이 되었다고 평가되고 있다.
미쓰히데가 왜 모반을 일으켰는가에 대해서는 일본 학계에서도 의론이 분분하여 정설이 없다. 여러 가지 다양한 설들이 제기되어 있다(각각의 설에 대해서는 정변의 요인을 참조하시오).

## 배경
덴쇼 10년(1582년）3월 11일에 다케다 가쓰요리(武田勝頼) ・ 노부카쓰(信勝) 부자를 덴모쿠 산(天目山)에서 몰아붙여 자결로 몰아간 오다 노부나가는 3월 27일, 이름 높던 다카토 성(高遠城)을 공략하는데 성공한 아들 노부타다에게 포상과 함께 "(노부타다 너에게) 천하를 지배할 권한도 주리라"(天下支配の権も譲ろう)라는 말까지 하면서 칭찬하였다고 한다. 노부나가는 고후(甲府)에서 답례로 찾아온 노부타다를 스와(諏訪)에 남겨 두고 군세를 현지에서 해산시킨 다음, 약간의 수행원(供廻り, 도모마와리)만을 데리고 가이(甲斐)에서 도카이도(東海道)에 이르는 길을 따라 후지산(富士山) 산기슭을 바라보면서 유유히 귀국길에 오른다.
4월 3일에는 신푸 성(新府城)의 불타버린 자취를 보고, 오랫동안 자신의 가장 큰 숙적이기도 했던 신겐(信玄)이 살던 거관(居館) ・ 쓰쓰지가사키 저택(躑躅ヶ崎館) 터 위에 지어진 임시로 지은 처소에 잠시 머물다가, 4월 10일에 고후를 떠났다. 오랜 적을 쓰러뜨리고, 자신의 뛰어난 후계자에 대한 상속 굳히기라는 목표도 이루었고, 노부나가에게 있어서 매우 만족스러운 개선이 되었다.

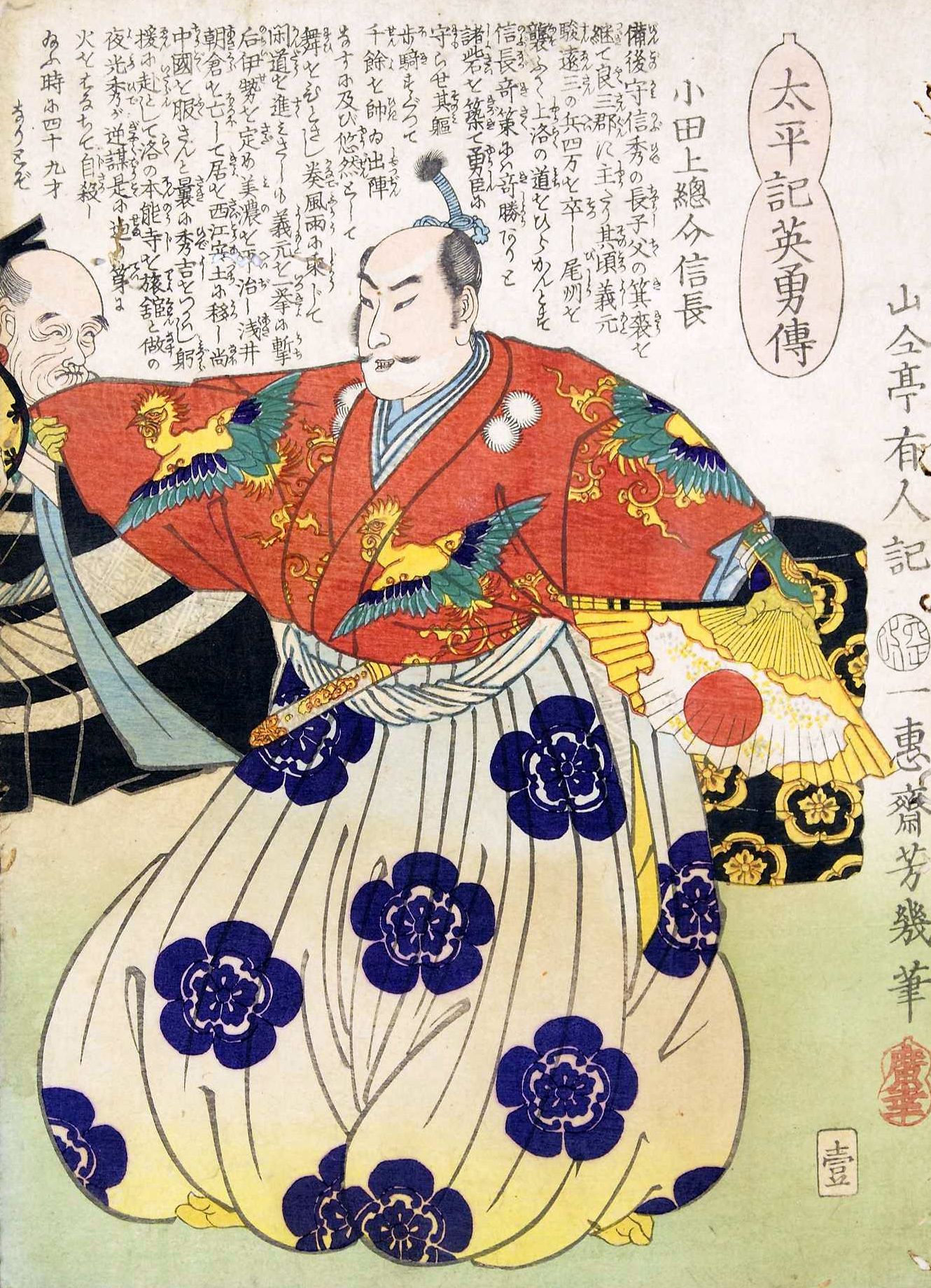
태평기 영웅전1(太平記英勇伝壹)에 그려져 있는 오다 가즈사노스케 노부나가(織田上総介信長). 메이지 시대의 화가 우타가와 요시이쿠(落合芳幾)의 작품이다.

일본이라는 천하 안에서, 도호쿠 지방(東北地方)에서는 다테 씨(伊達氏)와 모가미 씨(最上氏) 그리고 아시나 씨(蘆名氏)라는 주요 다이묘들도 노부나가에게 공순하는 자세를 보이고 있다. 간토(関東) 땅에서는 고호조 씨(後北条氏)도 이미 덴쇼 8년(1580년)에는 동맹의 산하에 들어와 있었고 사타케 씨(佐竹氏)와도 이전부터 외교 관계가 있었는데 도고쿠(東国) 지역에서 겉으로라도 노부나가에게 대드는 것은 호쿠리쿠(北陸)의 우에스기 씨(上杉氏)밖에 남아 있지 않았다. 그리고 그 우에스기 집안의 당주는 노부나가의 오랜 숙적이었던 신겐의 라이벌이자, 노부나가 자신이 신겐만큼이나 두려워했던 '군신'(軍神) 우에스기 겐신(上杉謙信)이었다.
호조 우지마사 ・ 우지나오(氏直) 부자는 공동으로 고슈(甲州)로 출진하기로 약속하고 있었는데, 이즈의 도쿠라 성(戸倉城)을 공략한 뒤에는 아무 공헌이 없었고, 3월 21일에는 술과 하쿠쵸도쿠리(白鳥徳利)를, 26일에는 스와에 고메다와라(米俵) 1천 다와라(俵)를 바치고, 4월 2일에는 꿩 5백 마리, 4일에는 말 열세 필과 매 세 마리를 보내는 등, 단기간에 여러 차례 진상품을 보내 노부나가와의 우의를 두텁게 하려 하였다. 그러나 이때 우지마사 부자가 보낸 말과 매는 모두 노부나가가 마음에 들지 않는다며 돌려 보냈다.
 다른 한편으로 노부나가는 오랜 기간 자신의 동맹이었던 도쿠가와 이에야스(徳川家康)에게는 스루가(駿河) 일국(一国)을 주고, 이에 대한 답례로 이에야스는 자신의 령국(領国)을 지나는 노부나가 일행을 만전에 만전을 기한 배려로 접대하였으며, 하급 무사에 이르기까지 극진하게 대접했기 때문에 노부나가는 이에 매우 감탄하였다고 한다. 이들 노부나가의 '동맹자'들은 이제는 노부나가의 다음 표적이 되기보다 그 위에 복종하여 종속된다는 자세를 분명히 하고 있었다.
서쪽으로는 주고쿠 지방(中国地方)에서 모리 데루모토(毛利輝元)를 소료로 하는 모리 씨(毛利氏)와의 전쟁이 계속되고 있었고 시코쿠(四国)에서도 조소카베 모토치카(長宗我部元親)가 노부나가의 지도를 거부하면서 조소카베 씨(長宗我部氏)와 교전 상태에 들어갔는데(상세한 것은 후술) 규슈(九州)에서는 오토모 씨(大友氏)와 우호 관계에 있었다. 시마즈 씨(島津氏)와도 외교가 있었고, 전년 6월에는 교토 조정의 준삼궁(准三宮) 고노에 사키히사(近衛前久)를 중개자로 하여 두 사람을 화목케 함으로써, 시마즈 요시히사(島津義久)로부터 공물을 받았다.

노부나가는 덴쇼 9년(1581년）8월 13일, "노부나가 스스로 출진하여 동서의 군세를 부딪쳐 합전을 벌이고, 사이고쿠의 세를 모조리 쳐내어, 일본 전국을 남김없이 노부나가의 지배 아래 두겠다"(信長自ら出陣し、東西の軍勢がぶつかって合戦を遂げ、西国勢をことごとく討ち果たし、日本全国残るところなく信長の支配下に置く決意である)라고 그 의향을 거듭 표명하였지만, 고즈키 성(上月城)에서의 공방전 무렵에는 믿었던 중신이 반항을 했고, 돗토리 성(鳥取城) 공격 때에는 출진할 기회가 없었다. 그러는 사이에 노부나가 자신이 몸소 출진한 이가 평정(伊賀平定)을 마치고 (고야산을 제외한) 교토를 중심으로 하는 기나이(畿内) 전역을 완전히 장악하게 되었으며, 이번에야말로 제3차 노부나가 포위망을 타도하고 사이고쿠 최대의 센고쿠 다이묘였던 모리 씨를 치겠다는 각오를 가지고 있었다.

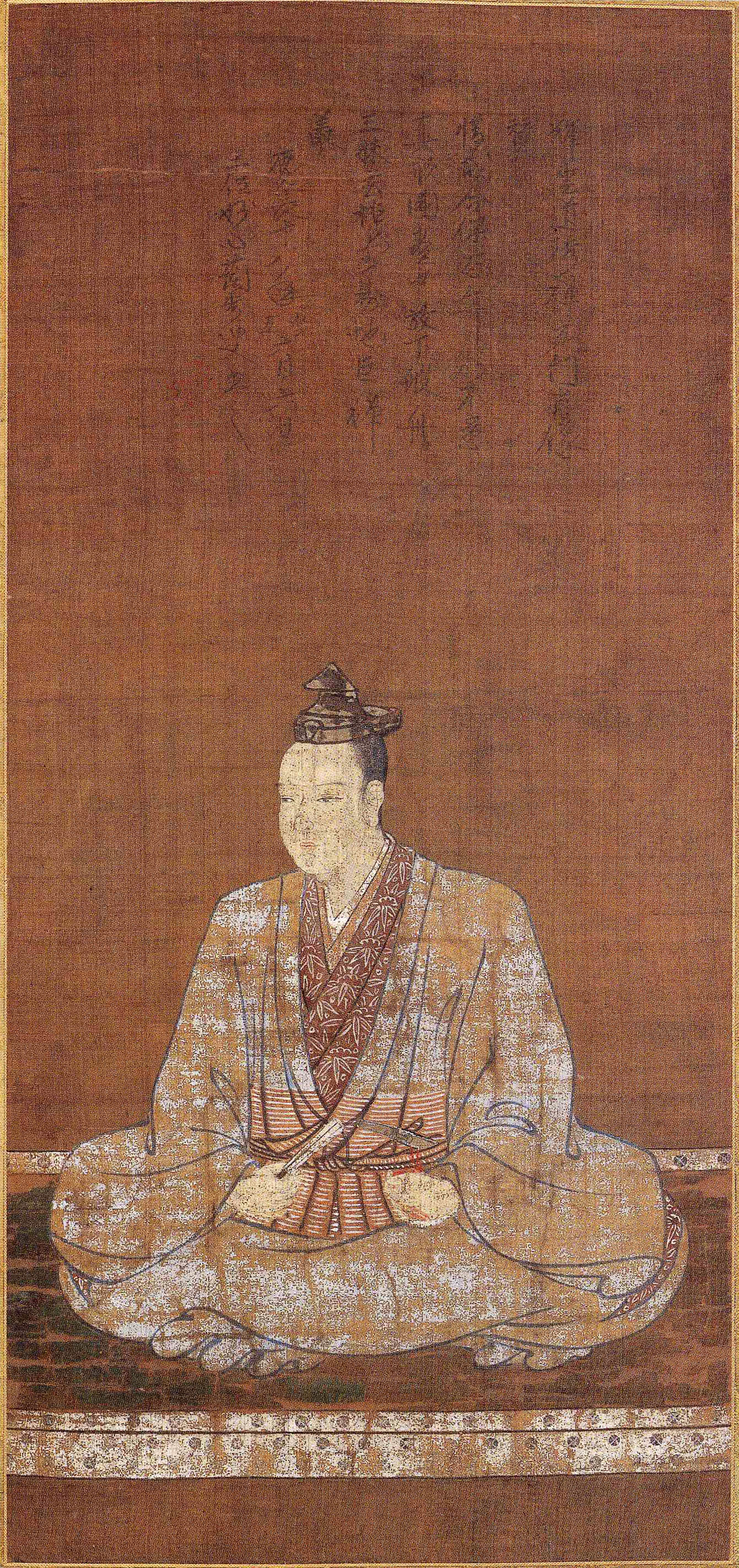
아케치 미쓰히데의 초상화. 기시와다 시(岸和田市) 혼토쿠지(本徳寺)에 소장되어 있다.

 한편으로 노부나가는 덴쇼 6년(1578년）4월 9일에 자신이 교토 조정으로부터 받은 우다이진(右大臣) ・ 우콘노에노다이쇼(右近衛大将) 관위를 사양한 이래로 무관(無官) ・ 산이(散位)인 채였다. 오기마치 천황(正親町天皇)과는 사네히토 친왕(誠仁親王)에게 양위하는 문제를 놓고 의견을 달리하고 있었고, 덴쇼 9년 3월에 노부나가는 오기마치 천황의 양위를 조건으로 사다이진(左大臣) 수락을 일단 받아들였는데, 천황이 금신(金神)을 이유로 양위를 중지하면서 노부나가의 임관 이야기도 그대로 공중에 붕 떠 버렸기 때문이다. 이에 교토 조정은 고슈 정벌의 전승을 축하한다는 명분으로 칙사로서 가주지 하루토요(勧修寺晴豊, 사네히토 친왕의 매형)을 내려 보내고, 하루토요는 노부나가가 개선하고 이틀 뒤인 덴쇼 10년 4월 23일에 아즈치(安土)에 도착하였다. 가주지 하루토요의 일기인 《하루토요코키》(晴豊公記)에 따르면 4월 25일에 노부나가를 다조다이진(太政大臣)이냐, 간파쿠(関白)냐, 세이이타이쇼군(征夷大将軍)이, 이 가운데 노부나가 본인이 원하는 관직을 하나 고르면 추거하겠다고 하는, 이른바 '삼직추임'(三職推任)을 타진하였고, 5월 4일에는 사네히토 친왕의 친서를 가지고 두 번째 칙사가 방문했다고 한다. 조정에서 두 번째 칙사를 보내 온 것에 곤혹스러워진 노부나가는 모리 란마루(森蘭丸)를 하루토요 앞으로 보내어 조정의 의향을 엿보게 하였고, "노부나가를 쇼군으로 추임하고자 하는 칙사이다"(信長を将軍に推任したいという勅使だ)라고 하루토요는 대답하였다. 그러나 노부나가는 6일, 7일에 칙사를 향응하면서도 이 건에 대해서는 딱히 대답을 내놓지 않았다. 그런 가운데 5월 17일에 빗추(備中)의 하시바 히데요시(羽柴秀吉)로부터 모리 데루모토가 곧 출진한다는 취지가 알려짐과 동시에, 노부나가에의 출마 요청이 도착했다. 이에 노부나가는 출진을 결의하였다. 삼직추임문제는 그렇게 유야무야된 채 혼노지의 변이 벌어지게 된다(계속)

### 아케치 미쓰히데의 입장

#### 시코쿠 ・ 조소카베 문제
이보다 앞서 도사(土佐) 통일을 목표로 하고 있던 도사의 센고쿠 다이묘 조소카베 모토치카(長宗我部元親)는 노부나가에게 사탕(砂糖) 등을 바치며 소유한 영지에 대해 안도받았다. 노부나가는 모토치카의 적남인 야사부로(弥三郎)의 에보시오야(烏帽子親)가 되어 그에게 자신의 이름 '노부'(信)를 주는 등 우의를 두텁게 하고 「四国の儀は元親手柄次第に切取候へ」라고 쓴 주인장(朱印状)을 보냈다. 노부나가도 당시에는 아와(阿波) ・ 사누키(讃岐) ・ 가와치(河内)에 세력을 떨치고 있던 미요시 일당(三好一党)이나 이요(伊予)의 고노 씨(河野氏)와의 연결하는 모리씨와 대치하고 있었고, 이들의 배후를 위협할 목적으로 조소카베 씨의 세력 팽창을 종용하였던 것이다. 그 무렵에 취차역(取次役)이 된 것이 아케치 미쓰히데로, 아케치 씨의 가신으로 사이토 도시미쓰(斎藤利三)의 형 요리토키(頼辰)는 호코슈(奉公衆) 이시가이 미쓰마사(石谷光政, 구넨空然)의 서양자(婿養子)로 미쓰마사의 다른 딸이 모토치카의 정실, 즉 노부치카의 생모였을 관계성에 있었다.
그러나 그 뒤 미요시 세력은 쇠락하였고, 노부나가에게 위협거리도 되지 못했다. 덴쇼 3년(1575년), 가와치의 다카야 성(高屋城)에서 농성하고 있던 미요시 야스나가(三好康長, 쇼간笑岩)는 투항하고 곧장 마쓰이 도모야스(松井友閑)를 중개로 하여 명품 차솥 '미카즈키'(三日月)를 바치고 노부나가에게 큰 환심을 샀으며, 한번에 가신으로 후대받게 되었다. 같은 시기에 도사를 거의 통일한 조소카베 씨도 덴쇼 8년 6월에는 사탕 3천 근을 바치는 등 노부나가와 친분을 맺을 의사를 보이고 있었다. 한편으로 아와 ・ 사누키에까지 크게 세력을 떨치며 쇼간의 아들인 야스토시(康俊)를 꾀어 항복하게 하고, 조카 소고 마사야스(十河存保)를 공격하는 등, 노부나가의 배신(陪臣)이 공격당하는 지경에 이르기도 했다.
쇼간은 하시바 히데요시에게 접근하여 그의 누나의 아들인 미요시 노부요시(三好信吉)를 양사자(養嗣子)로 삼음으로써, 오다 가문의 중신인 하시바 씨와 의를 맺어 조소카베 씨에 대항했다. 쇼간의 본래 영지였던 아와 미마(美馬) ・ 미요시(三好) 두 군을 조소카베에게 빼앗기자 덴쇼 9년 노부나가에게 옛 영지 회복을 호소하여 오다 씨의 방침이 철회되도록 하였다. 노부나가는 미요시와 조소카베 씨 사이를 조정하겠다며 모토치카에게 아와의 점령지 반을 미요시에게 반환하도록 통고했지만, 모토치카는 이에 따르지 않았다.
덴쇼 10년 정월에 노부나가는 미쓰히데를 중개로 하여 조소카베에게 도사(土佐) 한 구니의와 남부 아와 2개 군 외에는 반납하라는 내용으로 새로 주인장을 보내 이를 따르도록 명했고, 사이토 도시미쓰도 石谷空然를 통해 모토치카를 설득하려 하였다. 그리고 모두 실패로 끝났다. 이 무렵 미쓰히데는 조소카베의 멸망을 피하기 위해서도 노부나가의 판단을 따라야 한다고 마지막 설득을 시도했지만 모토치카의 대답을 얻지 못하고 드디어 노부나가는 셋째 아들 간베 노부타카(神戸信孝)를 총대장으로 하는 시코쿠 정벌(四国征伐)을 명령했고, (혼노지의 변 다음날인) 6월 3일, 시코쿠로 건너가기로 되어 있었다. 노부나가의 시코쿠 정책의 변경은 취차역으로써의 아케치 미쓰히데의 체면을 손상시켰다.
빨라도 전년 가을 단계에서 아와・아와지(淡路)에서의 군사 활동을 개시한 흔적이 있는 쇼간은 2월 9일에 노부나가로부터 시코쿠 출진을 명받았다. 5월에는 오다 군세의 선봉으로 임명되어 쇼즈이 성(勝瑞城)에 들었다. 미요시 군세가 아와의 이치노미야 성(一宮城)과 에비스야마 성(夷山城)을 함락시키고 이와쿠라 성(岩倉城)에 거하고 있던 야스토시는 다시금 돌아서서 오다에 호응했다. 혼노지의 변 직전, 미요시 세력은 아와 절반의 탈환에 성공한 상태였고, 머지않은 노부타카의 출진만 기다리고 있었다. 모토치카는 도시미쓰와의 5월 21일자 편지에서 이치노미야 성, 이나야마 성(夷山城), 하타야마 성(畑山城)에서의 철퇴를 허락하면서도 도사로 들어오는 입구에 해당하는 가이후 성(海部城)・아와 오오니시 성(大西城)에 대해서는 확보하고자 한다는 의향을 보였으며 '아와 ・ 사누키에서 전면 철퇴하라'는 태도를 강경하게 비친 노부나가와의 사이에서 벼랑 끝 외교를 벌이고 있었다.

#### 긴키간레이(近畿管領)
일본 학계의 현대의 입장은, 당시 오다 노부나가의 '일본 전국 평정' 전략이 각지에서 착실하게 결실을 맺어가고 있던 시기에, 오다 집안의 중신들이 거느린 군단은 사이코쿠 ・ 시코쿠 ・ 호쿠리쿠 ・ 간토에 나가 있었고, 기나이에 남아 '유격군' 같은 역할을 하고 있던 아케치 미쓰히데의 입장은 특수한 것이 되어 있었다고 보고 있다.
긴키 지방 일원에 정치적 ・ 군사적 기반을 가지고 있었던 미쓰히데는 오미(近江) ・ 단바(丹波) ・ 야마시로(山城)에 자신의 직속 가신을 데리고 있었고, 나아가 요리키 다이묘(与力大名, 組下大名)로써 단고(丹後) 미야쓰 성(宮津城)의 나가오카 후지타카(長岡藤孝) ・ 다다오키(忠興) 부자, 야마토(大和) 고오리야마 성(郡山城)의 쓰쓰이 슌케이(筒井順慶), 셋쓰(摂津) 아리오카 성(有岡城)의 이케다 쓰네오키(池田恒興), 이바라키 성(茨木城)의 나카가와 세이슈(中川清秀), 다카쓰키 성(高槻城)의 다카야마 우콘(高山右近)을 따르고 있었다.
일본의 역사학자 다카야나기 미쓰토시(高柳光寿)는 저서 《아케치 미쓰히데》(明智光秀)에서
光秀は師団長格になり、近畿軍の司令官、近畿の管領になったのである。近畿管領などという言葉はないが、上野厩橋へ入った滝川一益を関東管領というのを認めれば、この光秀を近畿管領といっても少しも差支えないであろう
미츠히데는 사단장격이 되어 긴키군의 사령관, 긴키의 간레이가 되었던 것이다. '긴키칸레이' 같은 말은 없지만, 우에노우마야바시(上野厩橋)에 들어간 다키가와 가즈마스(滝川一益)를 간토간레이(關東管領)이라고 부르는 것을 인정하면, 이 미쓰히데를 '긴키칸레이'(近畿管領)라고 부른다 해도 조금도 무리가 없을 것이다.

라고 서술하여, 처음으로 그것을 '긴키간레이'라고 표현하였다. 일본의 역사학자 구와다 다다치카(桑田忠親)도 (같은 시대의 미쓰히데를) "긴키간레이라고도 부를 지위에 취임한 것이 되었다"(近畿管領とも称すべき地位に就くことになった)라고 하여 동의한다. 오다 노부나가의 일대기를 그린 《대몽》을 집필하기도 했던 일본의 소설가 쓰모토 요(津本陽)는 미쓰히데의 입장을 "오다 군단의 '긴키 군관구 사령관' 겸 근위사단장이며, CIA 국장을 겸무하고 있었다"(織田軍団の近畿軍管区司令官兼近衛師団長であり、CIA長官を兼務していた)라고 쓰고 있다. 미쓰히데는 령국인 북부 오미 ・ 단바, 나아가서는 요리키(与力)로써 단고, 와카사(若狭), 야마토(大和), 셋쓰슈(摂津衆)를 거느리고 출진하였을 뿐 아니라 고슈 정벌에서는 노부나가의 신변 경호를 행하는 등 이미 교토 부교(京都奉行)의 지위에서는 떠나 있었다 한들 구게를 통해 여전히 조정과도 교류하고 있었고, (첩보 기관을 겸하는) 교토 쇼시다이(京都所司代)의 무라이 슌초켄(村井春長軒)과 함께 교토의 행정에도 관여하며 니조 고신조(二条御新造) 건축에도 부교(奉行)를 맡는 등 여러 방면에 걸쳐 일하고 있었다.
덴쇼 9년의 기마 열병식(馬揃え)에 미쓰히데가 그 총괄 책임자를 맡았던 것은 이러한 직무를 맡고 있는 이상 필연적이었고, (이때 하시바 히데요시는 부재중이었지만) 오다 군단 안에서 노부나가를 잇는  '넘버 2의 포스트'에 올랐다는 자부심도 있었으리라고, 야망설을 주장하는 나가이 미치코(永井路子)는 생각하고 있다. 그것도 특정한 관할을 지니지 않은 중신, 다키가와 가즈마스와 니와 나가히데(丹羽長秀)가 잇따라 간토로 파견되거나, 시코쿠 정벌 준비나 이에야스의 접대에 한창 일이 번다해진 상황에서 기동적으로 활동이 가능했던 것은 '긴키칸레이' 미쓰히데 한 명밖에 없었다. 후술하는 바와 같이 동기에 대해서는 여러 가지 설이 있어 확실하게 알 수는 없지만, 약간의 수행원만을 거느리고 교토에 머무르고 있던 노부나가와 노부타다 부자를 습격할 수단과 기회를 모두 가진 것은 미쓰히데뿐이었던 것이다.

## 경위

### 노부나가와 미쓰히데
틀:Mapbox
덴쇼 10년(1582년) 5월 14일, 오다 노부나가는 (《兼見卿記》에 따르면) 아즈치 성으로 내려간 나가오카 후지타카(長岡藤孝)에게 명하여 아케치 미쓰히데를 재장(在荘)으로써 군무를 해임시키고 다음날에 아즈치를 방문할 예정이었던 도쿠가와 이에야스의 향응역(饗応役, 접반사)를 맡게 하였다. 이에 미쓰히데는 교토 ・ 사카이에서 진기한 물품들을 잔뜩 모아 갖추어 두고 15일부터 사흘 동안 다케다 씨와의 싸움에서 오랜 시간 힘쓴 도쿠가와 이에야스나, 금 2,000장을 바치고 소유 영지를 안도받은 아나야마 바이세쓰(穴山梅雪) 등 일행을 접대하였다.

그런데 17일 빗추 다카마쓰 성을 포위 공격하고 있던 하시바 히데요시로부터 모리 데루모토 ・ 고바야카와 다카카게(早川隆景) ・ 깃카와 모토하루(吉川元春)의 고즈메(後詰, 후방의 기습 부대)가 출몰했으므로 응원을 요청한다는 취지의 편지가 왔기 때문에, 노부나가는 "지금 아키의 세와 가까이 접하게 된 것은 하늘이 내린 호기다. 몸소 출진하여, 주고쿠(中国)를 하나하나 쳐내고, 규슈(九州)까지 단번에 평정해 버리자"라고 결심하고, 호리 히데마사(堀秀政)를 사자로 하여 빗추로 파견하고, 미쓰히데와 그 요리키슈(与力衆) 즉 나가오카 후지타카 ・ 이케다 쓰네오키(池田恒興) ・ 다카야마 우콘(高山右近) ・ 나카가와 기요히데(中川清秀) ・ 시오카와 나가미쓰(塩川長満) 등에게는 그 원분의 선진을 맡도록 하였다. 다만 《가와스미 태합기》(川角太閤記)에서는 단순히 히데요시에게 보낸 원군이 아니라 미쓰히데의 출진 목적은 모리 씨의 령국(領国)인 호키(伯耆) ・ 이즈모(出雲)로 난입하여 그 후방을 교란시키는 데에 있었다고 쓰고 있다. 어쨌든 미쓰히데는 서둘러 17일 중에 거성(居城) 사카모토 성(坂本城)으로 돌아갔고, 출진 준비를 시작한다.
19일, 노부나가는 소켄지(摠見寺)에서 고와카 다유(幸若太夫)에게 춤을 봉납하고, 이에야스, 고노에 사키히사, 바이세쓰, 구스노키 쵸안(楠長譜), 죠운켄 묘쇼(長雲軒妙相), 마쓰이 유칸(松井友閑)에게 이를 피로하였다. 노부나가는 매우 기분이 좋고, 춤이 빨리 끝났으므로 다음날 상연하기로 되어 있던 노를 오늘 바로 상연하도록 단바 덴가쿠(丹波田楽)의 우메와카 다유(梅若太夫)에게 명하였는데, 어째서인지 보는 사이에 기분이 나빠지고, 못생겨서 보기 흉하다며 우메와카 다유를 엄하게 질책하였다. 그 뒤 고와카 다유에게 다시 춤을 추도록 하였고, 겨우 노부나가는 불쾌했던 기분을 풀었다고 한다. 20일, 이에야스의 향응역을 새롭게 니와 나가히데(丹羽長秀), 호리 히데마사, 하세가와 히데카즈(長谷川秀一), 스가야 나가노리(菅屋長頼) 네 사람에게 맡게 하였다. 노부나가는 이에야스에게 교토 ・ 오사카 ・ 나라 ・ 사카이를 느긋하게 구경하라고 권했기 때문에, 21일, 이에야스와 바이세쓰는 교토로 출발한 하세가와 히데카즈가 안내역을 맡아 동행한다. 나가히데와 쓰다 노부즈미(津田信澄)는 오사카에 먼저 가 있으면서 이에야스를 대접할 준비를 하라는 명령을 받았다. 
같은 날 노부나가의 적남 노부타다도 상경하여 이치몬슈(一門衆), 보이슈(母衣衆) 등을 데리고 묘카쿠지(妙覚寺)로 들어갔다. 노부타다가 이 시기에 상경한 이유에 대해서는 잘 알 수 없지만, 이에야스가 오사카 ・ 사카이로 가는 데에 동행하기 위해서도 간베 노부타카(神戸信孝)의 시코쿠 정벌군의 진중 문안을 할 예정으로 노부나가와 함께 아와지에 갈 생각이었다고도 한다. 어쨌든, 노부타다는 이날부터 혼노지의 변 당일까지 묘카쿠지에 오래 머물렀다.
26일, 사카모토 성을 출발한 미쓰히데는 자신의 다른 거성인 단바 가메야마 성(丹波亀山城)으로 옮긴다. 27일, 미쓰히데는 가메야마 북쪽에 위치한 아타고 산(愛宕山)에 올라 아타고 곤겐(愛宕権現)을 참배하고, 그날 그곳에서 참롱(参籠, 숙박)하였다. (《신쵸코키》에 따르면) 미쓰히데는 생각한 바가 있었는지 다로보(太郎坊) 앞에서 두 번, 세 번씩 오미쿠지(おみくじ, 제비뽑기)를 하였다고 한다. 28일(이설에는 24일), 미쓰히데는 이토쿠인 니시보(威徳院西坊)에서 렌카(連歌) 모임을 열었다. 아타고 백운(愛宕百韻)이라고 불리는, 미쓰히데의 유명한 노래 "이때는 바로/비가 발을 적시는/5월이로다"(時は今 天が下知る 五月哉)를 읊은 자리이다.

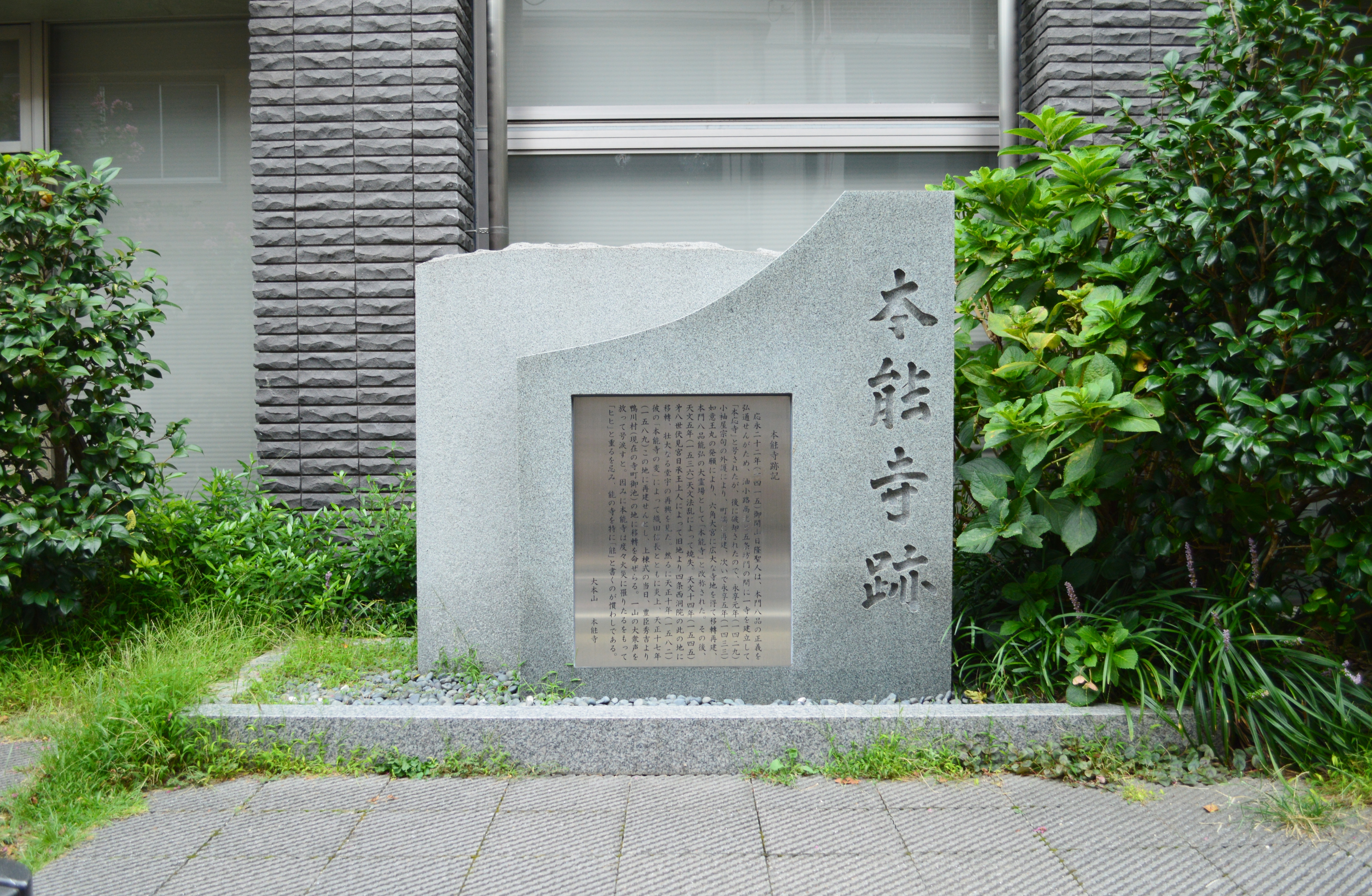
혼노지 터에 세워진 기념비. 일본 교토 시 주쿄 구(中京区) 소재.

29일, 노부나가는 아즈치 성을 루스이슈(留守居衆)과 고반슈(御番衆)에게 맡기고  "전진 준비를 하고 대기하라. 명령이 나오는 대로 출진하라"라고 명하고 수행원을 데리고 고조슈(小姓衆)만을 거느리고 상경했고, 같은 날 교토의 숙박지였던 혼노지로 들어갔다. 노부나가의 상경 이유도 잘 알려져 있지 않으나, 가주지 하루토요의 《일일기》(日々記)나 노부타카 주인장(信孝朱印状)에 따르면 실현은 되지 않았지만 6월 4일에 사카이에서 아와지로 방문할 예정이었다고 전하고 있고 이 점에서도 모리 공격을 위한 주고쿠 출진은 빨라도 5일 이후였을 것으로 추측되며 아즈치에서 38점의 명품 다기를 일부러 교토로 운반한 것으로 보아 이들 명품 다기를 선보일 대규모 다회를 개최하는 것이 직접적인 목적이었다고 생각된다. 하카타의 호상(豪商) 시마이 소시쓰(島井宗室)가 가지고 있던 명품 다기 나라시바 가타쓰키(楢柴肩衝)가 눈에 띄어, 노부나가는 어떻게든 이것을 양보하게 하려고 했다고도 하나, 다른 설에 의하면 그것은 내친 김에 작력대권(作暦大権, 오와리력尾張暦 채용 문제) 등을 교토 조정과 교섭하기 위한 상경이었다고 한다.
6월 1일, 노부나가는 고노에 사키히사(近衛前久) ・ 노부모토(信基) 부자, 니조 아키자네(二条昭実), 가주지 하루토요(勧修寺晴豊), 간로지 쓰네모토(甘露寺経元) 등의 구교(公卿) ・ 승려 등 40명을 불러 혼노지에서 다회(茶会)를 열었다. 명품 다기들이 찬연하게 빛나던 다회에 이어 술자리가 마련되고, 묘카쿠지에서 노부타다가 찾아와 노부나가·노부타다 부자는 오랜만에 술을 주고 받는다.
 밤이 깊어서 노부타다가 묘카쿠지로 돌아간 뒤에도 노부나가는 잣코지(寂光寺)에서 혼인보 산사(本因坊算砂)와 가시오 리겐(鹿塩利賢)의 바둑 대국을 감상하였으며, 조금 뒤에 잠자리에 들었다.

#### 당시의 혼노지

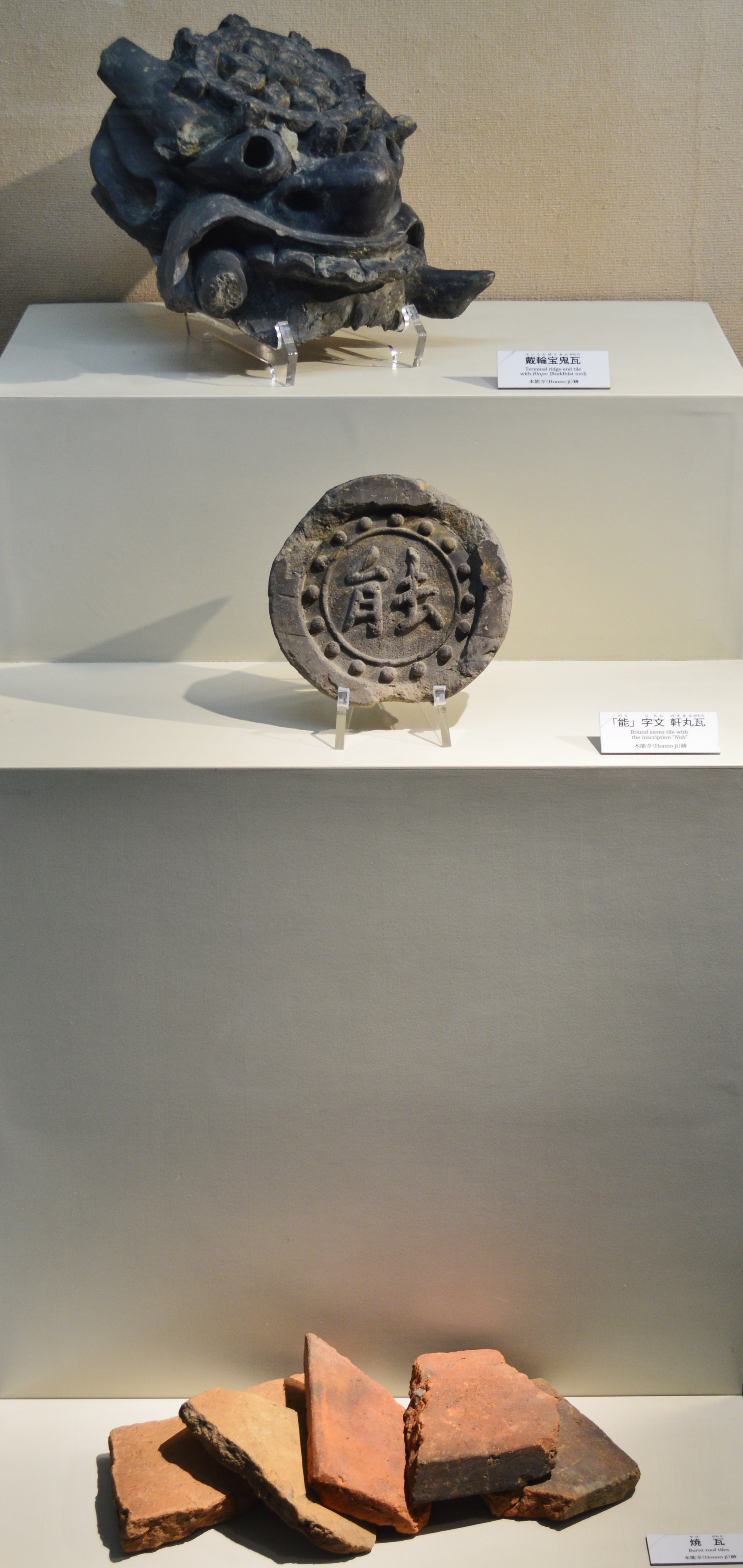
혼노지 터에서 발굴된 기와
교토 시 고고자료관(京都市考古資料館)에 전시되었다.

혼노지는 현존하는 동명의 사찰과는 장소가 다른데, 동쪽은 사이도인 대로(西洞院大路), 서쪽은 아부라노코지 거리(油小路通), 남쪽은 시조 보몬코지(四条坊門小路, 지금의 다코야쿠시 거리), 북쪽은 롯카쿠토오리(六角通)로 에워싸인 4마치마치(町々, 1정)의 구역 안에 있었고, 동서 약 120미터, 남북 약 120미터 부지 안에 존재하였다. 혼노지는 덴쇼 8년(1580년) 2월에 본당(本堂)과 그 주변의 개축이 이루어졌고 해자의 폭이 약 2~4미터, 깊이가 약 1미터에, 0.8미터의 돌담과 그 위의 토루(土塁)가 주위로 에워싸고 있었고, 방어적인 측면에서도 여러 가지로 보완이 이루어져 마치 성채와 같은 구조를 가지고 있었음이 2007년의 혼노지 터의 발굴 조사에서도 확인되었다. 당시 부지 동쪽에는(훗날 암거거가 되었다) 사이도인 강(西洞院川)이 있었고 사이도인 대로(西洞院大路)와는 접하지 않고 토루가 강까지 닿아 있어서 이 사이도인 강이 천연 해자와 같은 역할을 했던 것으로 보인다. 발굴조사에서는 혼노지의 변과 같은 시기의 것으로 보이는 대량의 불탄 기와, 토기, 호안(護岸)의 돌담을 친 해자의 옛 터 등이 확인되었다. 일본 나라 대학의 가와우치 마사요시(河内将芳) 교수는 "노부나가가 혼노지에, 노부타다가 묘카쿠지에 각각 머무르고 있다는 사실이 밝혀지지 않았다면, 미쓰히데는 공격을 감행하지 않았을 것이다"라는 견해를 밝혔는데 같은 교토 니조(二条) 거리에는 아케치의 저택도 있었으니만큼, 그 정도의 동정은 미쓰히데측에게도 파악되고 있었으리라 여겨지고 있다.

### 혼노지로 들이치다

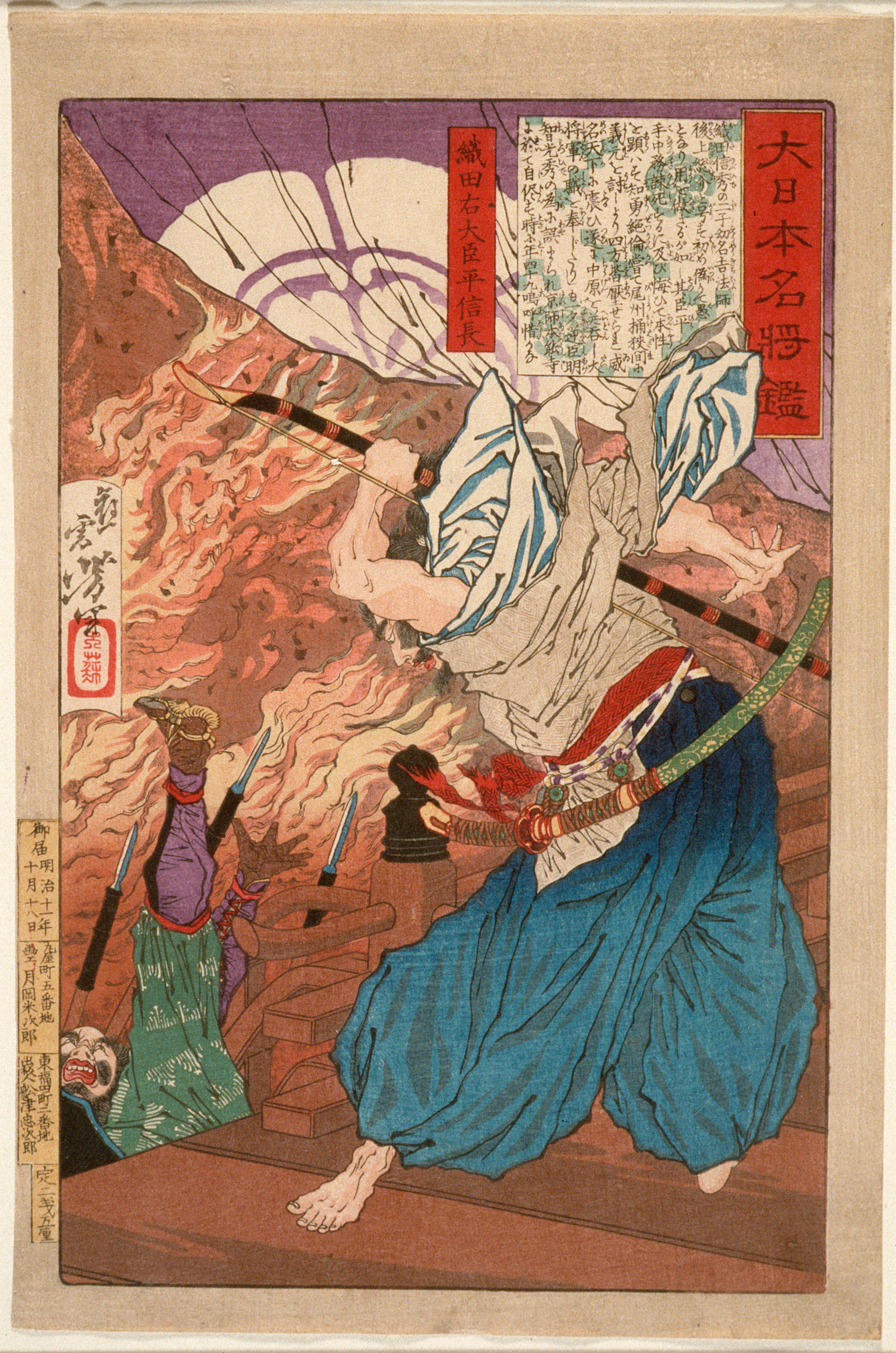
불타는 혼노지에서 싸우는 노부나가. 메이지 시대의 그림이다.

※다음은 아케치의 옛 가신들 입장에서의 증언을 토대로 한 《가와스미 태합기》(川角太閤記)와, 일반적으로 신뢰성이 높다고 여겨지는 사료 《신초코키》를 중심으로 서술, 표기한 것입니다.
6월 1일, 미쓰히데는 13,000명의 수세를 거느리고 단바 가메야마 성을 출진하였다. (《가와스미 태합기》에 따르면) "교토의 모리 란마루로부터 히카쿠(飛脚, 파발)이 있어, 주고쿠 출진 준비가 되었는지, 그 진용(陣容)이나 집안의 군마들을 노부나가 님께서 몸소 검사하고 싶다고 하셨다"라고 모노바시라(物頭)에게 설명하고, 신시(오후 네 시경)부터 준비가 되는 대로 차례차례 출발하였다. 가메야마 산(亀山) 동쪽의 시노(柴野)에 도착했고, 사이토 도시미쓰(斎藤利三)에게 명하여 13,000명을 모두 출동시키게 한 것은 유시(오후 여섯 시경)의 일이었다.

미쓰히데는 거기서 1정(町) 반 정도 떨어진 곳에서 군의(軍議, 작전회의)를 열었고, 아케치 히데미쓰(明智秀満, 야헤이지弥平次)에게 중신들을 모으도록 지시했다. 明智滝朗의 《미쓰히데 행장기》(光秀行状記)에 따르면 그 자리가 시노무라 하치만구(篠村八幡宮)에 있었다는 전승이 있다고 한다. 히데미쓰와 아케치 미쓰타다(明智光忠, 次右衛門), 도시미쓰, 후지타 유키마사(藤田行政, 덴고伝五), 미조오 시게토모(溝尾茂朝)가 모인 이 자리에서, 처음으로 노부나가에 대한 모반 계획이 고해졌고 (《신초코키》에 따르면) 미쓰히데와 그의 중신들은 "노부나가를 무찌르고 천하의 주인이 될 조의(調儀)"를 짰다. (당대기에 따르면) 아울러 이 다섯 명에게 기청문(起請文)을 쓰게 하고 인질을 거두었다고 한다.
가메야마에서 사이고쿠(西国)로 가는 길은 남쪽의 미쿠사 산(三草山)을 넘는 것이 당시에는 보통이었으나, 미쓰히데는 "오이노야마(老の山, 오이노사카老ノ坂)를 올라, 야마자키(山崎)를 돌아 셋쓰(摂津) 땅을 진군한다"라고 병사들에게 고하여 군을 동쪽으로 향하게 하였다. 말을 몰아 오이노사카 고개(老ノ坂峠)를 넘어 구쓰카케(沓掛)에서 휴식하고, 밤중에 병량(兵糧)을 써서 말을 쉬게 하였다. 구쓰카케는 교토로 가는 길과 사이코쿠로 가는 길의 분기점이었고 (가와스미 태합기에 따르면) 노부나가에게 주진하는 자가 나타나자 밀계가 새어나가지 않도록 미쓰히데는 가신 아마노 겐고에몬(天野源右衛門)을 불러서 먼저 가 있다가 의심스러운 자가 있으면 베도록 명했는데 마침 계절이 여름이라 이른 아침부터 밭에서 참외를 가꾸는 농민들이 있었고, 이들은 살기등등한 무사가 급히 오는 것을 보고 놀라 도망쳤다. 아마노는 이들을 추격해서 2, 30명을 베어 죽였다고 한다. 한편 병력이 대병력인지라 별대(別隊)가 교토로 가는 또 하나의 산길인 가라토고에(唐櫃越)에서 시조 가도(四条街道)를 사용하였다는 '아케치 넘이'(明智越え) 전승도 전해지고 있다.
6월 2일 새벽 가쓰라 강(桂川)에 도달하여, 미쓰히데는 촉(触)을 써서 말의 발굽을 떼어내고, 아시가루(足軽)에게 새로이 아시나카(足半)의 짚신으로 바꾸게 명하였으며, 화승을 한 자 다섯 치 길이로 잘아서 불을 붙이고 다섯 개씩 묶어서 불끝을 아래로 하여 올리도록 지시하였다. 이는 전투 준비를 의미하였다.
아케치군에 종군했던 혼조 소에몬(本城惣右衛門)이 남긴 《혼죠 소에몬 각서》(本城惣右衛門覚書)에는 "(이에야스가 상경해 있어) いゑやすさまとばかり存候"라는 기술이 있는데, 가신들은 고코기사마(御公儀様, 노부나가)의 명령으로 도쿠가와 이에야스를 공격할 것으로 생각했다고 여겨져 진정한 목적이 알려지지 않았음을 보여준다. 예수회 선교사 루이스 프로이스의 《일본사》에도 "혹자는 이것이 어쩌면 노부나가의 내명(밀명)에 의한 것으로 그의 친류(친척) 되는 미카와의 군주(이에야스)를 엄습해 살해하기 위한 것이 아닐까 의심하였다"라는 기술이 있는데, 유무를 묻지 않고 상대를 알리지 않은 채 군사를 공격하게 하였다고 쓰여 있다. 한편으로 《가와스미 태합기》에는 촉으로 "今日よりして天下様に御成りなされ候"라고 자신이 노리는 바가 노부나가임을 완곡히 알렸다고 하고, 병사들은 "出世は手柄次第"라고 듣고 기뻐하였다고 한다.
한편 이때 미쓰히데가 그 유명한 "적은 혼노지에 있다"(敵は本能寺にあり)라고 선언했다는 말이 유명한데, 이는 에도 시대(江戸時代) 전기인 겐로쿠(元禄) 연간 무렵에 성립된 《아케치 군기》(明智軍記)에는 "적은 시조 혼노지, 니조 성에 있다"(敵は四条本能寺・二条城にあり)나 간에이(寛永) 18년(1641년)에 성립되었다는 하야시 라잔(林羅山)의 《오다 노부나가 보》(織田信長譜)에서 오에 산(大江山)의 사건으로써 "미쓰히데가 이르기를, 적은 혼노지에 있다, 이로 하여 무리들은 그의 반역할 마음 있음을 알았다"(光秀曰敵在本能寺於是衆始知其有叛心)라는 기술이 출전으로 변화한 속설이다. 에도 시대 후기인 분세이(文政) 10년(1827년)에 라이 산요(頼山陽)가 다양한 역사서에서 인용하여 편집한 《일본외사》(日本外史)에는 가쓰라 강을 건널 때 "우리 적은 혼노지에 있다"(吾敵在本能寺矣)라고 서술하였다는 기술이 되었다. 그러나 당대 사료에는 미쓰히데의 말은 하나도 남아 있지 않다.
가쓰라 강을 건너자 어슴푸레하게 밤이 밝아왔다. 선봉이었던 사이토 도시미쓰는 시중에 들어가 마을마다의 경계에 있던 나무 문을 열어젖혔고, 쪽문(潜り戸)을 지날 때까지는 문장이 들어간 깃발이나 기치가 있는 것을 들어 올리지 말 것과, 혼노지를 에워싸고 있는 사찰림의 쥐엄나무 ・ 대나무를 표식으로 각 부대가 여러 조로 나누어 저마다 진군하되, 목적지까지 이르는 길을 서두르지 말 것을 알렸다.
6월 2일 새벽(오전 네 시경) 아케치 군세는 혼노지를 완전히 포위하였다. 기수(寄手)의 수를 언급하는 사료는 적지만 《 조부 이야기(祖父物語).》에서는 이를 3천여 기(騎)라고 하고 있다. 혼노지 남문에서 돌입해 들어간 혼조 소에몬의 회상에 따르면 경내에는 상대가 거의 없었고 문도 열려 있었다고 한다.

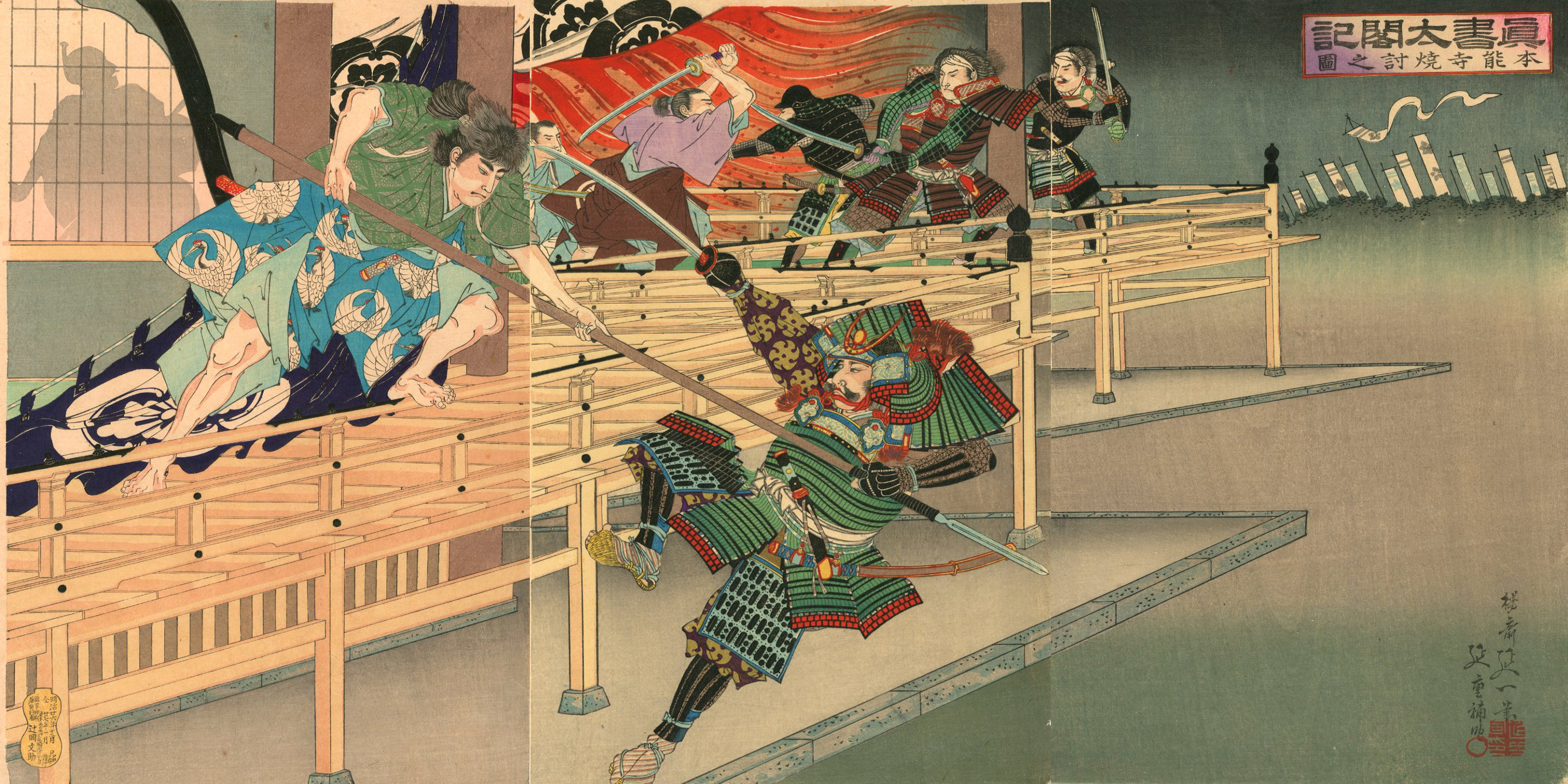
《真書太閤記　本能寺焼討之図》（渡辺延一作）

《신초코키》에 따르면 노부나가나 고쇼슈(小姓衆)는 이 떠들썩한 소리를 처음에는 아랫것들끼리의 싸움이겠거니 생각하였는데, 얼마 지나지 않아 아케치 군세가 전투 시작을 알리는 함성을 지르며 노부나가가 있는 고덴(御殿)에 대고 철포를 쏘고 들어왔다. 노부나가는 "이것 모반이구나. 어떤 놈이더냐?"(こは謀反か。如何なる者の企てぞ)라고 란마루에게 가서 확인하도록 했고, "아케치의 군세로 보이는 줄로 사뢰옵니다"(明智が者と見え申し候)라고 보고하였고, 노부나가는 "어찌할 도리가 없구나"(是非に及ばず)라고 한마디를 했다고 한다.
통설에서는 "어찌할 도리가 없구나"라는 노부나가의 이 한 마디는 미쓰히데의 모반임을 들은 노부나가가 그의 성격과 능력은 탈출이 불가능하다는 것을 깨달은 것으로 해석되고 있다. 다른 설도 있는데, 《미카와 이야기》(三河物語)에서는 노부나가가 "조노스케(城之介)의 짓이더냐?"(城之介がべつしんか)라고 물어서 조노스케 즉 아키타노 조노스케(秋田城介)를 맡고 있던 자신의 아들 오다 노부타다가 아버지인 자신에게 딴 마음을 품고 반역을 일으킨 것인가 의심하였다고 되어 있는데, 란마루로부터 "아케치의 짓으로 보이옵니다"(あけちがべつしんと見へ申)라고 정정해 주었다고 나온다. 에스파냐인 무역상 아빌라 히론이 쓴 《일본왕국기》(日本王国記)에서는 '소문'이라고 하여, 노부나가가 미쓰히데가 혼노지를 포위하고 있다는 것을 알게 되어 입에 손가락을 대고 "내가 내 스스로 죽음을 불렀구나"(余は余自ら死を招いたな)라고 말했다고 전하고 있다.
아케치 군세가 서쪽으로부터 쳐들어 오면서 불당에 있던 고반슈(御番衆)들도 고덴의 고쇼슈와 합류하여 함께 응전하였다. 야시로 가쓰스케(矢代勝介, 屋代勝助) 등 네 명은 마구간에서 상대를 향해 칼을 빼들고 싸우다 전사했고, 마구간에서는 나카마슈(中間衆) 등 24명이 전사하였다. 고덴에서는 미다이도코로구치(台所口)에서 다카하시 도라마쓰(高橋虎松)가 분전해 잠시 적을 막았지만 결국 24명이 모두 전사했다. 유아사 나오무네(湯浅直宗)와 오구라 마쓰슈(小倉松寿)는 민가의 숙소에 있다가 변란을 보고 혼노지로 뛰쳐 들어가서 싸우다 두 명 모두 전사했다.
노부나가는 처음에는 활을 쏘며 싸웠는데, 어느 활을 가져와도 얼마 후 활시위가 다 끊어져 버렸고, 다음에는 창을 가져와 적을 찌르면서 싸우다 오른쪽 옆구리를 창에 맞아 상처를 입고 안쪽으로 물러났다. 노부나가는 그때까지도 자신을 따르고 있던 뇨보(女房, 시녀)들에게 "여자들은 여기 더 있을 필요없다. 어서 나가라"(女はくるしからず、急罷出よ)라며 도망치라고 지시했고 《당대기》에 따르면 노부나가가 이렇게 세 번을 경고하며 시녀들에게 피난을 독촉했다고 한다. 이미 고덴에는 불이 붙어 바로 코앞까지 불길이 치솟고 있었고, 노부나가는 불타고 있는 고덴 깊숙한 곳에 틀어박혀 안에서 문을 잠근 채 할복하였다.
《신초코키》에는 이 난리가 끝난 것은 진시(오전 여덟 시) 전이었다고 한다(계속).
'미쓰히데는 도바에 있다'
일본 학계에서는 미쓰히데는 혼노지 현장에는 가지 않았고 습격은 그의 부하들에게 실행하게 하였다는 학설이 제출되었다. 미쓰히데 본인이 혼노지를 습격했다고 생각되어 왔던 것은 미쓰히데와 교류가 있었던 교토의 구게(公家) 요시다 가네하루(吉田兼見)의 일기에 "고레토 휴가노카미, 노부나가의 처소 혼노지(本応寺)로 쳐들어가"(惟任日向守, 信長之屋敷本応寺へ取懸)라고 기록되어 있었기 때문으로 보이는데, 그것이 사실이라서 기록했다기 보다는 소문으로 돌던 이야기를 적어서 남게 되었을 가능성도 지적되고 있으며 과연 혼노지에서 사건이 벌어졌을 때 이 사건의 최종 주모자인 미쓰히데 본인은 그 시각에 어디에 있었는지에 대해서는 일본의 연구자들 사이에서도 여러 가지 논의가 있어 왔다. 에도 시대 전기의 가가 번(加賀藩)의 병학자(兵学者) 세키야 마사하루(関屋政春)의 저서 이쓰야노카키모노(乙夜之書物, いつやのかきもの)에는 미쓰히데의 중신인 사이토 도시미쓰의 셋째 아들로 혼노지의 변 당시 16세로 자신도 변란에 관여했던 사이토 도시무네(斎藤利宗)가 자신의 조카이자 가가 번의 번사였던 이노우에 세이사에몬(井上清左衛門)에게 들려준 내용이 실려 있다. 도쿠토미 시 향토박물관(富山市郷土博物館) 주사학예원(主査学芸員)인 하기와라 다이스케(萩原大輔)는 이 책을 독해하여 중신 도시미쓰와 히데미쓰가 거느린 선발대 2천여 기가 혼노지를 습격했고, "미쓰히데는 도바에 머물러 있었다"(光秀ハ鳥羽ニヒカエタリ)라고 하여, 미쓰히데는 혼노지에서 약 8km 남쪽에 위치한 도바(鳥羽)에 머무르고 있었다고 하고、오서(奥書)에 마사하루가 그의 자식들을 위해 써서 남긴 것으로 다른 사람에게 보이는 것을 엄금한다고 쓰고 있는 점에서, 하기와라는 그 신뢰성이 매우 높은 기술이라고 판단하고 있다. 일본의 역사학자(전공은 일본 중세사)로 도쿄 대학 사료편찬소(東京大史料編纂所) 교수인 혼고 가즈토(本郷和人)는 미쓰히데가 혼노지로 가지 않았을 것이라는 지적에 대해서 "충분히 있을 수 있는 일 아닌가. (총대장인) 미쓰히데 본인이 최전선으로 나갈 필요는 없고, 전장에 중신을 보내는 것도 이치상 맞는 것이다"(十分あり得ることではないか。光秀自身が最前線に赴く必要はないし、重臣を向かわせたのも理にかなう)라고 설명하고 있다.
예수회 선교사의 증언
한편 혼노지 남쪽에서 거의 1가(街, 약 254미터) 떨어진 곳에 남만사(南蛮寺), 즉 교회가 있어서, 예수회 선교사들이 이 일본의 역사를 뒤흔들었던 엄청난 사건의 현장을 먼발치에서 일부나마 생생히 목격할 수 있었다. 이들의 증언을 기록한 것이 덴쇼 11년의 《예수회 일본 연보》(イエズス会日本年報)에 실려 있다. 요약하면 다음과 같다.
이날 예수회 사제 프란치스코 카리온(Franncisco Carrion, ? - 1590)은 새벽 미사를 준비하고 있었는데, 기리시탄들이 황급히 달려와서 지금 큰일이 났다며 미사를 중지해야 한다고 권하는 것이었다. 그 뒤에 총성이 울렸고, 불길이 치솟았다. 또 다른 사람이 달려와 "이것은 싸움이 아니라 아케치가 노부나가를 포위하여 무찌른 것"이라는 소식을 전했다. 혼노지에서는 모반을 미리 예기하지 못한 상태였고, 아케치의 군사들은 의심을 받지 않고 어렵지 않게 혼노지로 침입하였다. 노부나가는 일찍 일어나 얼굴과 손을 깨끗이 하고 있었는데, 아케치의 군사는 노부나가의 등 뒤에서 활을 쏘아 그의 등에 명중시켰다. 노부나가는 화살을 빼내더니, 나기나타(薙刀)라는 낫 같은 무기를 휘두르며 팔에 총을 맞을 때까지 분전했으나, 안방으로 들어가 문을 닫았다. 어떤 사람은 일본의 다이묘로써 할복하여 죽었다고 하고, 어떤 사람은 고텐에 불을 질러 산채로 불타 죽었다고 한다. 하지만 화재가 워낙 컸기 때문에, 어떻게 죽었는지는 알려져 있지 않다. 어느 쪽이든 "여러 사람이 그 목소리가 아닌 이름만 들어도 전율하여 벌벌 떨던 한 인간이 머리카락 한 올도 남기지 못하고 티끌과 재로 돌아갔다."라고 하였다.

#### 노부나가의 목과 유해
전쟁이 끝난 뒤, 아케치 군세는 노부나가의 시신을 찾아 한참을 불탄 잔해들의 틈을 뒤졌지만, 노부나가의 유해를 찾지 못했다. 미쓰히데도 미심쩍어 포로에게 여러 가지 물어 보았지만, 결국 노부나가의 유해의 행방은 알 수가 없었다.  (《조부 이야기》에 따르면) 미쓰히데가 노부나가는 탈출한 것 아닐까 두려워하며 초조해하고 있는데, 보다 못한 사이토 도시미쓰가 (미쓰히데를 안심시키기 위해) '합장한 채 불길이 치솟는 건물 안으로 들어가는 것을 보았다'고 하였고, 미쓰히데는 그때서야 무거운 허리를 들어 니조 고신조를 공격하러 향했다는 것이다.
미쓰히데가 노부나가와 노부타다의 목을 확실하게 손에 넣지 못하고 세간에 퍼진 '노부나가 생존설'을 부정할 수가 없었기에, 혼노지의 변 이후에도 노부나가 휘하 및 다른 동맹국의 무장들이 아케치 미쓰히데가 나서서 천하를 쥐겠다는 선언이나 권유에도 넘어가지 않았다는 설이 있다. 훗날의 주고쿠 대회군(中国大返し) 때에 하시바 히데요시는 많은 무장들 앞에서 "주군(上様, 노부나가)과 나리(殿様, 노부타다)께서는 무사히 (변란을) 빠져 나가셨고 젠도코로가사키(膳所ヶ崎, 오쓰 시)로 피하여 물러나셨다"(上様ならびに殿様いづれも御別儀なく御切り抜けなされ候。膳所が崎へ御退きなされ候)라는 거짓 정보를 널리 퍼뜨렸는데, 며칠 동안 오미 근방에까지 노부나가가 실은 난을 피하여 살아 있다는 정보가 뒤엉켜 미쓰히데가 야마오카 가게타카(山岡景隆) 같은 신분 낮은 요리키 무장에게조차 협력을 거절당했다는 점을 보면 이것이 아케치측에게 불리하게 작용했다는 것은 부인할 수 없다.
거대한 목조 건물들이 한꺼번에 불에 타버린 방대한 잔해 속에서는 당시의 조사 능력으로는 특정 인물의 유해를 찾아내지 못했을 것이라고, 노부나가의 유해가 발견되지 않은 원인을 설명하는 지적도 있다. 《조부 이야기》에 따르면 모리 란마루는 노부나가의 유해 위에 다다미를 대여섯 겹을 겹쳐 깔았다고 전하며, 앞에서 소개한 예수회 선교사들의 증언처럼 유해가 '잿더미'로 변했다는 것도 충분히 있을 수 있는 일이다.
또한 이설로써 노부나가가 귀의하고 있던 아미다지(阿弥陀寺)의 연기가 있다. 혼노지의 변이 일어났을 때 큰일났음을 들은 교쿠카이 세이쿄쿠(玉誉清玉) 대사는 스무 명의 승려와 함께 혼노지로 달려갔으나, 이미 문과 벽에서 한창 전투 중이라 다가갈 수가 없었다. 그러나 뒷길 해자로 안내하는 자가 있어 우회하여 맨울타리를 부수고 절 안으로 들어갈 수 있었는데, 혼노지는 이미 온통 불타 버렸고 노부나가도 할복했다고 전해 듣고 교쿠카이는 낙담한다. 그런데 뒤편의 덤불에서 열 명 정도 되는 무사가 잎을 모아서 불을 지른 것을 발견하고, 이들에게 노부나가에 대해 묻자 이들은 '노부나가의 유언으로 유해를 적에게 빼앗기고 목을 적에게 넘기는 일이 없도록 하라는 지시를 받았으나, 이미 사방이 적에게 둘러싸여 유해를 운구할 수 없을 것 같아 화장으로 가린 뒤 할복하려는 중이다'라고 대답했다. 교쿠카이는 이를 듣고 '노부나가 공의 생전 은혜에 보답할 행운이다, 화장은 출가자의 몫이니 노부나가의 유해를 나에게 넘겨 주면, 내가 화장하여 유골을 절에 가져가 정성껏 모시고 법요도 빠뜨리지 않겠다고 약속한다'고 하자 무사는 감사하며 '이제 바깥으로 나가서 적을 막고 마음 편히 할복할 수 있겠다'고 하고 떠났다. 승려들은 유해를 다비(화장)한 다음 노부나가의 유골을 입고 온 납의에 싸서 혼노지의 승려들이 물러나는 것처럼 가장하고 아미타사로 옮겨 가져왔으며, 탑두(塔頭)의 승려들만으로 장례를 치르고 무덤을 쌓았다, 라는 것이다. 또한 니조고신조에서 사망한 노부타다에 대해서도 그 유골(로 여겨지는 뼈)을 교쿠카이가 모아다 아버지의 무덤 옆에 함께 묘를 만들어 주었다고 전한다. 나아가 교쿠카이는 미쓰히데와 상의하여 다른 죽은 사람들도 모두 아미다지에 매장할 수 있도록 허가를 얻었다고 한다. 히데요시가 천하인이 된 뒤 아미다지에 법사령(法事領) 300석이 주어졌는데 교쿠카이는 이를 번번이 거절하였고, 이것이 히데요시의 심기를 건드려서 히데요시는 다이토쿠지(大徳寺) 소켄인(総見院)을 오다 씨의 종묘(宗廟)로 삼으면서 아미다지를 폐찰시켜 버렸다고 한다. 이 연기담을 기록한 《노부나가 공 아미다지 유서지기록》(信長公阿弥陀寺由緒之記録)은 원본 기록이 불타 버렸기 때문에 교호(享保) 16년에 기억에 의존하여 다시 작성했다는 것으로 사료로써의 가치는 높지 않다는 설도 있지만, 어쨌든 이 인연으로 아미다지에는 '오다 노부나가 공 구비즈카'가 현존하고 있다. 다만 아미다지와 무덤은 덴쇼 15년에 가미쿄 구 쓰루야마 정(鶴山町)으로 옮긴 것이다.
또 다른 이설로 작가 아베 류타로(安部龍太郎)와 역사학자 야마구치 미노루(山口稔)에 따르면 니시야마 혼몬지(西山本門寺, 시즈오카 현 후지노미야 시)의 사찰 전승으로 혼노지의 변 때에 노부나가의 곁에서 수행하고 있었던 시마노카미(志摩守) 하라 무네야스(原宗安)가 혼인보 산소(本因坊算砂)의 지시로 노부나가의 목을 절로 옮겨서 공양하였다는 기재가 있다고 한다.
《스후쿠지 문서》(崇福寺文書)에 따르면 노부나가의 측실 가운데 한 명이었던 고운인(興雲院, 오나베 마님)이 6월 6일 미노(美濃)의 스후쿠지(崇福寺)에 노부나가 ・ 노부타다의 영패(霊牌, 위패)를 들여 왔다고 하며, 이 절에도 오다 노부나가 공 부자묘(織田信長公父子廟)가 있는데 (앞에서 언급된 것처럼 '비공인'이라는 것을 제외하면) 최초로 조성된 노부나가의 묘이다.

### 묘카쿠지 ・ 니조고신조
북북동으로 1.2km 떨어져 있는 곳에 있었던 묘카쿠지(妙覚寺, 옛 땅은 上妙覚寺町에 있었다)에 있던 노부타다는 미쓰히데 모반 소식을 듣고 혼노지로 구원하러 나섰으나, 무라이 사다카쓰(村井貞勝) 등 부자 세 명이 달려들어 말렸다. 무라이 저택(산조 교고쿠三条京極 ・ 옛 슌초지春長寺)은 현존 혼노지 문앞에 있었는데, 당시의 혼노지는 현존 혼노지와는 장소가 달라 동쪽으로 약 1km 떨어진 곳에 있었다. 앞에서 서술한 대로 혼노지는 외곽 전체를 해자로 둘러쳤고 특히 니시토인 강(西洞院川)에 가로막혀 있는 동쪽에서의 접근은 어려웠으며, 사면의 문을 아케치 군세에 둘러싸인 뒤로는 쉽게 들어갈 수 없었다. 그래서 그들은 니조토오리(二条通) 쪽으로 해서 묘카쿠지로 들어 올 수 있었다.

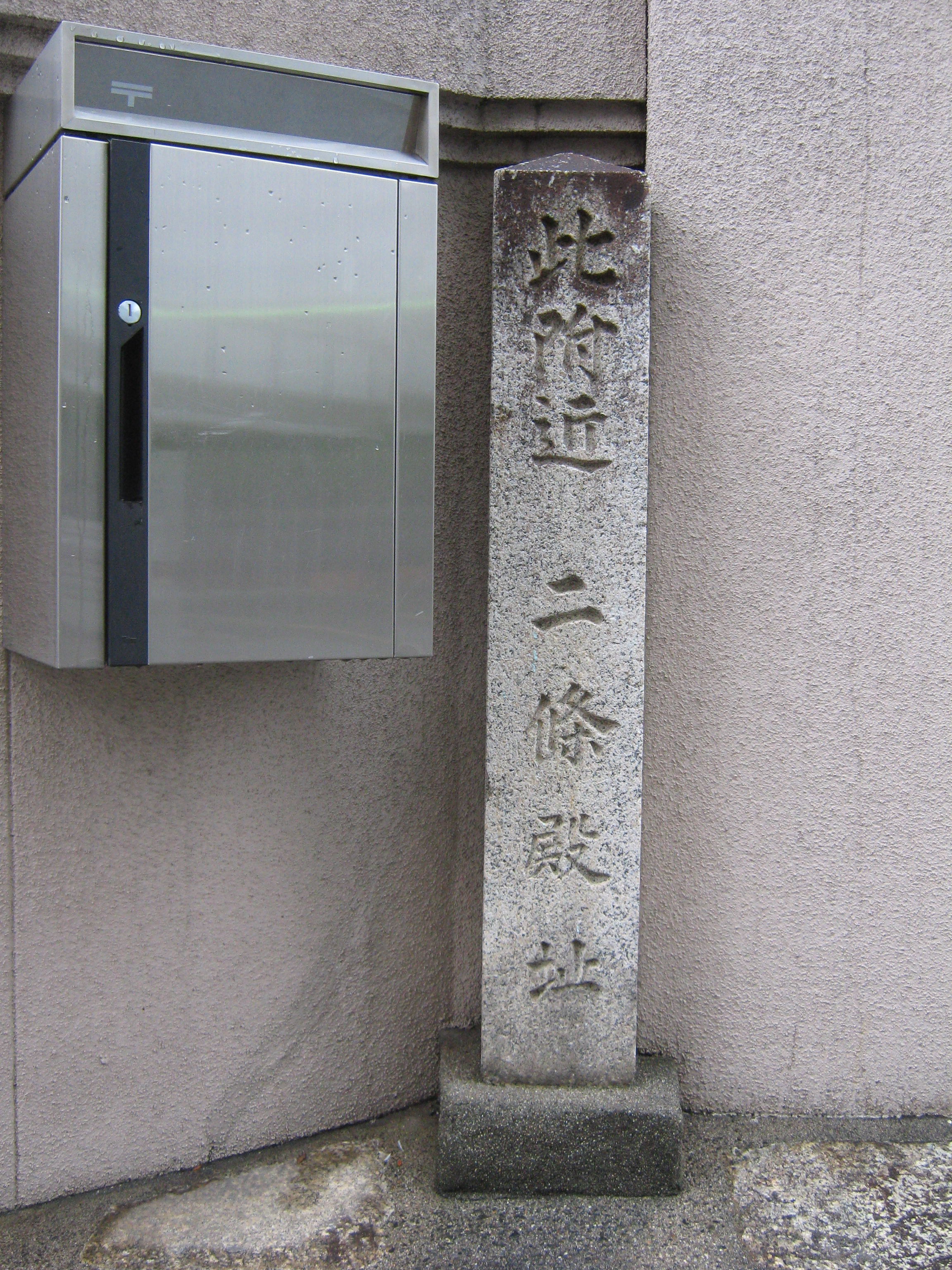
니조 고신조 터에 세워진 표지석. 일본 교토 시 주쿄 구(中京区) 両替町通御池 위편 동쪽에 소재

《신초코키》에 따르면 쇼초켄(春長軒) 즉 무라이 사다카쓰가 "혼노지는 이미 패했고, 고텐도 불에 타버렸습니다. 적은 필시 이쪽으로도 공격해 올 것입니다. 니조고신조는 그 지세가 견고하여 농성하기에 좋을 것입니다."(本能寺は早落去仕、御殿も焼落候、定而是へ取懸申すべく候間、二條新御所者、御構よく候、御楯籠然るべし)라고 말했고, 노부타다는 이를 따라 인근의 니조 고신조(니조 신고쇼二条新御所)로 옮겼다. 노부타다는 니조고신조의 주인인 동궁(東宮) ・ 사네히토 친왕(誠仁親王)과 그 아들인 와카미야(若宮) ・ 가즈히토 왕(和仁王, 훗날의 고요제이 천황)에게 이곳이 전쟁터가 될 것이라며 당장 대궐(다이리)로 탈출하라고 촉구했다. 쇼초켄이 교섭하여 일시 정전하고 아케치 군세는 가마를 쓰지 못하게 하였으나 걸어서 탈출하는 것은 허락하였다. 니조고신조를 탈출한 뒤에도 길거리에서 어찌할 바를 모르고 있던 친왕 일가를 걱정하여 마치슈(町衆)인 렌카시(連歌師) 사토무라 조와(里村紹巴)가 조잡하게 급조한 가마를 가지고 와서 친왕 일가를 대궐(다이리)까지 모셔 갔다고 한다. 아챠노 쓰보네(阿茶局)나 두 왕자, 곁을 따르던 구교나 뇨칸(女官)의 무리들까지 모두 탈출하는 것을 지켜보고 나서 노부타다는 군의를 시작했다. 측근 중에는 퇴거를 권하며 교토를 탈출해 아즈치로 향할 것을 진언하는 사람도 있었지만, 노부타다는 "이 정도의 모반을 일으켰으니, 적이 만에 하나라도 우리를 놓칠 일은 없을 것이다. 잡병의 손에 잡혀 죽는다면 두고두고 불명예가 될 일이다. 여기서 할복하기로 하자"(か様之謀叛によものがし候はじ、雑兵之手にかゝり候ては、後難無念也。ここに而腹を切るべし)라고 차분하게 말했다. (《당대기》에 따르면) 노부타다가 이렇게 모리 요시카쓰(毛利良勝), 후쿠토미 히데카쓰(福富秀勝), 스가야 나가요리(菅屋長頼)와 의론하고 있는 사이에 아케치 군세는 고신조를 모두 포위했고, 탈출할 수 없게 되었다.
정오 무렵(오시) 아케치 군세 1만이 고신조로 쳐들어왔다. 노부타다의 수세는 500여 명 정도였고, 나아가 여기에 교토에 머무르고 있던 노부나가의 수행원들이 달려와 가담하여 1천에서 1,500명 정도가 되었다. 노부타다의 수세에는 팔 힘이 센 호로슈가 몇 명이나 있어서 사자와 같이 분전하며 싸웠다. 한 시간 이상을 싸우고 《렌세이인 기록》(蓮成院記録)에 따르면, 노부타다의 군세는 문을 열고 치고 나가 세 번까지 기수를 물리쳤을 정도로 분전하였다. 오자와 로쿠로자부로(小澤六郎三郎)라는 자는 인근의 민가에 기숙하고 있다가 노부나가가 이미 자결했다는 소식을 듣고 주위에서 말리는 것도 듣지 않고 서둘러 노부타다가 있는 곳으로 달려갔는데, 아케치 군세를 가장하여 포위망을 빠져나와서 노부타다에게 인사하고 대문 방위에 가담하였다고 한다. 가지와라 가게히사(梶原景久)의 아들 마쓰치요(松千代)는 인근 민가에서 병으로 드러누워 있었는데 급보를 듣고 게닌(家人) 마타에몬(又右衛門)과 함께 고신조로 달려왔다. 노부타다는 감격하며 그에게 장도(長刀)를 주고 두 사람이 함께 분전하다 전사하였다. 아케치 군세는 고노에 사키히사의 저택 지붕에 올라가 활과 철포를 쏘아 때문에, 노부타다측의 사상자가 늘어나고 맞서 싸울 사람이 줄어들어갔다. 이윽고 아케치 군세는 니조 고신조 경내로 돌입하여 건물에 불을 질렀다.
노부타다는 할복할 테니 툇마루를 떼어내서 자신의 유해를 그 밑에 숨기도록 지시했고, 가마타 신스케(鎌田新介)에게 가이샤쿠(介錯)를 명하였다. 이치몬슈나 긴쥬(近習), 노토(郎党)들은 나란히 죽거나 전사하여 시체가 즐비하고 불길은 바싹 들이닥친 상태에서 노부타다는 배를 갈랐고, 가마타는 노부타다의 목을 친 뒤 그의 지시대로 시신을 툇마루 밑에 숨겼다. (《당대기》에 따르면) 가마타는 자신도 뒤따라 추복을 해야 한다고 생각했지만 어찌된 일인지 끝내 죽지 않았다. (고신조가 불타 버려서) 노부타다의 유해 역시 아버지와 마찬가지로 '무상한 연기'(無常の煙)가 되어 사라졌다.
노부타다 측근의 분전과 전사자
묘카쿠지에서는 이치몬슈(一門衆)나 아카호로슈(赤母衣衆)가 많이 머무르고 있었는데, 그들은 노부타다와 함께 니조 고신조로 옮겨 앞의 서술과 같이 분전하였으나 중과부적으로 사이토 도시하루(斎藤利治, 신고新五)를 중심으로 후쿠토미 히데카쓰 ・ 스가야 나가요리 ・ 이노코 효스케(猪子兵助) ・ 단 다다마사(団忠正) 등이 불을 놓으며 막고 있는 사이 노부타다는 자결하였다. 측근들도 각각 뒤따르듯 전사했다. 《난보쿠 야마시로 군기》(南北山城軍記)에는 "반구용무(班久勇武)를 기록할 것은 이루 다 헤아릴 수 없고 또한 여러 기록에서 밝혀져 있으되, 마침내 충성스러운 뜻을 다하여 덴쇼 10년 임오 6월 2일 미시에 경사(京師)의 니조 성(二条城) 안에서 깨끗이 전사하매, 주군의 은혜를 황천까지 알렸고, 무사의 이름을 일역(日域)에 빛냈으니"(班久勇武記するに遑あらず且諸記に明らけし、終に忠志を全ふして天正十壬午六月二日未刻、京師二条城中において潔く討死して、君恩を泉下に報じ、武名を日域に輝かせり)라고 하였다.
다른 게닌(家人)들도 노부타다에게 충의를 다하여 전사하였다고 기록은 전한다. 안도 모리나리(安藤守就)의 가신으로 마쓰노 헤이스케(松野平介)라는 자가 있었는데, 안도가 쫓겨났을 때 마쓰노만은 노부나가에 의해 그대로 중용되었으므로 평소 노부나가에 대해 큰 은혜를 품고 있었고, 혼노지의 변이 발생했을 때 먼 곳에 있었기에 소식을 듣고 달려오다 묘켄지(妙顕寺)에 다다라서야 모든 것이 끝났음을 알게 되었다. 마쓰노는 사이토 도시미쓰의 지인으로부터 아케치 집안에 출사하는 것이 어떠냐는 권유를 받았지만, '주인이 위기를 맞이했을 때조차도 이를 늦게 알고 돕지 못했는데, 이제 와서 또 주인을 친 적에게 항복한다는 것은 원통한 일'이라며 노부나가의 뒤를 따라 자결하였다. 히지카타 지로효에(土方次郎兵衛)라는 자도 똑같이 혼노지의 변이 발발하였을 때 제시간에 맞춰 도착하지 못해 노부나가를 구하지 못한 것을 원통하게 여기고 뒤따라 자결하였다.

## 전사 또는 자결한 인물

### 혼노지
| - 오다 노부나가 - 모리 나리토시(森成利) （蘭丸） - 요시나리(可成)의 셋째 아들 - 모리 나가타카(森長隆) （坊丸） - 요시나리의 넷째 아들 - 모리 나가우지(森長氏) （力丸） - 요시나리의 다섯째 아들 - 오가와 아이헤이(小河愛平) - 다카마쓰 도라마쓰(高橋虎松) - 가나모리 요시이리(金森義入) - 스가야 가쿠초(菅屋角蔵)- 나가요리의 아들 - 우오누시 가쓰시치(魚住勝七) | - 다케다 요시타로(武田喜太郎) - 오쓰카 마타이치로(大塚又一郎) - 가노 마타쿠로(狩野又九郎) - 스스키다 요고로(薄田輿五郎) - 이마가와 마고지로(今川孫二郎) - 오치아이 고하치로(落合小八郎) - 이토 히코사쿠(伊藤彦作) - 구쿠리 가메(久々利亀) - 다네다 가메(種田亀) | - 야마다 야타로(山田弥太郎) - 이이카와 미야마쓰(飯河宮松) - 소부에 마고(祖父江孫) - 가시와바라 나베 형제(柏原鍋兄弟) - 이치운사이 신아미(一雲斎針阿弥) - 도보슈(同朋衆) - 히라오 히사스케(平尾久助) - 오쓰카 마고미쓰(大塚孫三) - 유아사 나오무네(湯浅直宗) - 오구라 마쓰주(小倉松寿) | - 야시로 가쓰스케(矢代勝介) - 반 타로사에몬(伴太郎左衛門) - 반 고레야스(伴惟安)의 일족 - 반 소린(伴正林) - 무라타 마쓰고(村田吉五) - 오자와 로쿠사에몬(小澤六左衛門) ※4 - 아카자 나오야스(赤座直則) |

### 니조고신조
| - 오다 노부타다 - 노부나가의 장남 - 쓰다 마타주로(津田又十郎) - 노부나가의 동생 - 쓰다 겐자부로(津田源三郎) - 노부나가의 다섯째 아들 - 쓰다 간시치(津田勘七, 모토히데元秀) - 이치몬슈 - 쓰다 고토지(津田小藤次) - 이치몬슈 - 사이토 도시하루(斎藤利治) - 도시미쓰의 막내아들 - 무라이 사다카쓰(村井貞勝) - 부교슈(奉行衆) - 이노코 효스케(猪子兵助) - 후쿠토미 히데카쓰(福富秀勝) - 부교슈 - 노노무라 마사나리(野々村正成) - 부교슈 - 시노카와 효고(篠川兵庫) - 오로시 요시시게(下石頼重) - 오로시 야사부로(下方弥三郎) - 모리 요시카쓰(毛利良勝) - 모리 이와(毛利岩) - 요시카쓰의 아들 - 아카자 나가카네(赤座永兼) | - 단 다다마사(団忠正) - 사카이 엣추노카미(坂井越中守) - 마사히사(政尚)의 아들 - 사쿠라기 덴시치(櫻木傳七) - 사카가와 간고로(逆川甚五郎) - 핫토리 가즈타다(服部小藤太) - 오자와 로쿠사부로(小澤六郎三郎) - 부교슈 - 핫토리 로쿠베에(服部六兵衛) - 미즈노 구조(水野九蔵) - 야마다 고벤(山口小弁) - 야마구치 한시로(山口半四郎) - 하노부 덴자부로(塙伝三郎) - 가와노 센시로(河野善四郎) - 데라다 센우에몬(寺田善右衛門) - 무라이 사쿠우에몬(村井作右衛門) - 사다카쓰의 첫째 아들 - 무라이 세이지(村井清次) - 사다카쓰의 둘째 아들 - 무라이 신우에몬(村井新右衛門) - 사다카쓰의 동생 | - 스가야 나가요리(菅屋長頼) - 부교슈 - 스가야 가쓰지로(菅屋勝次郎) - 나가요리의 아들 - 히라코 다네요시(平古種吉) - 나가요리의 가신 - 쓰다 모토요시(津田元嘉) - 나가이 신타로(永井新太郎) - 가스가 겐파치로(春日源八郎) - 다네무라 히코지로(種村彦次郎) - 구와바라 스케로쿠(桑原助六) - 구와바라 구조(桑原九蔵) - 무라세 토라(村瀬虎) - 삿사 세이조(佐々清蔵) - 가쿠세이인(岳星院)의 남편 - 이시다 마고사에몬(石田孫左衛門) - 미야타 히코지로(宮田彦次郎) - 아자이 세이조(浅井清蔵) - 다카하시 후지(高橋藤) - 오카와 겐시로(小河源四郎) | - 간베 지로사쿠(神戸二郎作) - 오오와키 기하치(大脇喜八) - 이누카이 마고미쓰(犬飼孫三) - 이시구로 히코지로(石黒彦二郎) - 오치 고주로(越智小十郎) - 히라노 신자에몬(平野新左衛門) - 히라노 간우에몬(平野勘右衛門) - 미즈노 소스케(水野宗介) - 이노우에 마타조(井上又蔵) - 이이노 도시나리(飯尾敏成) - 가토 다쓰(賀藤辰) - 다케나카 히코하치로(竹中彦八郎) - 시게모토(重元)의 아들 - 가와사키 요스케(河崎与介) - 가지와라 마쓰치요(梶原松千代) - 가지와라 마타우에몬(梶原又右衛門) |

※1 혼노지에는 여기에 기록된 것 외에도 나카마슈(中間衆) 24명이 사망하였다고 한다.

※2 마쓰노 가즈타다(松野一忠)와 히지카타 지로효에(土方次郎兵衛)는 혼노지의 변 이후에 뒤따라 자결하였다.

※3 《신초코키》에는 보이지 않지만 《조부 이야기》(祖父物語)에 있다. 鷹匠頭라고 하였다.

※4 오카베 모치토키(岡部以言)와 오카베 모치토시(岡部以俊)의 경우 이때 혼노지에서 전사했다는 설이 있다. 

## 생존자
혼노지에 머무르고 있던 여성들은 노부나가 자신이 "여자들은 이 일과 아무 상관이 없다. 자, 어서"(女どもは苦しからず。さあ)라며 서둘러 탈출시켰다고 하며 사네히토 친왕과 그 측근 구게들과 뇨칸들도 오다 ・ 아케치 두 세력의 협의에 따라 탈출이 허락되었다. 절에는 승려들도 있었으므로 그들 가운데서도 많은 생존자가 나왔다. 많은 가신들이 싸우다 전사하는 한편으로 일부 가신들은 도망쳐 빠져나간 자도 있었다.
노부나가의 동생인 ・ 오다 나가마스(織田長益, 겐고源五라고도 불리며 훗날의 有楽斎)는 묘카쿠지에 머무르고 있었으며, 조카 노부타다를 따라 니조고신조에서 농성하였으나 가신들을 속이고 탈출했고, 난을 피했다고 한다. 《무가사기》(武家事紀)에 따르면 나가마스도 하인에게 장작을 쌓아서 자결할 준비를 시켰지만, 주위에 적병이 없는 것을 알고 이곳에서 죽는 것은 개죽음이라고 생각해 탈출했다고 한다. 《당대기》에는 이러한 노부마스의 행동에 대해서 "오다 겐고가 빠져나와 도망치게 되어, 당시 사람들의 미움을 사게 되었다"(織田源五被遁出ケリ、時人令悪)라고 하여, 나가마스의 탈출을 당시 사람들이 악행이라고 비판하였다고 언급하고 있다. 《의잔후각》(義残後覚)에는 나가마스가 노부타다에게 '어쨌든 빨리 자해하라'고 종용한 것으로 알려져 있고, 200여 명이었던 노토 상당수도 싸우다 전사했건만, 정작 나가마스는 자해하지 않고 도망친 것을 '딱하다'라고 하였다. 교토의 어린아이들조차 노부마스의 행동에 대해서 비웃으며 "오다의 겐고는 사람도 아니야/배 가르게 해놓고는/자신은 아즈치로 도망친 겐고/6월 2일에 큰물이 지더니만/오다의 근원되던 이름 떠내려 보냈네"(織田の源五は人ではないよ お腹召させておいて われは安土へ逃げるゝ源五 六月二日に大水出て 織田の源なる名を流す)라고 그의 불명예스러운 행동을 비난하는 낙수(落首)가 나돌았다고 한다. 나가마스는 무사히 아즈치 성을 거쳐 기후(岐阜)로 달아났다.
또한 가리야 성(刈谷城) 성주 미즈노 다다시게(水野忠重, 소베宗兵衛)도 나가마스와 마찬가지로 노부타다를 따라 묘카쿠지에서 니조고신조로 옮겼으나, 난을 피하여 달아나 잠시 교토에 머물렀다가 탈출하였다. 《미카와 이야기》에 따르면 나가마스뿐만 아니라 야마노우치 야스토요(山内康豊, 가즈토요의 동생)도 오케하자마(狭間)를 지나 탈출했다고 한다.
마에다 겐이(前田玄以)도 교토에서 탈출하여 기후로 달아나, 유언에 따라 (기후에 있던) 노부타다의 아들 산보시(三法師)를 지켜서 곧 기요스(清須)로 물러났다.
또한 모잠비크 출신의 흑인 노예로 예수회 선교사 알렉산드로 발리냐뇨를 따라 일본으로 왔다가 노부나가의 눈에 띄어 사무라이로써 출사해 노부나가를 섬기고 있던 야스케(弥助)는 노부타다가 묵고 있던 묘카쿠지에서 투항하여 포로가 되었다. 이탈리아어판 예수회 서간에는 야스케가 "세자(世子, 노부타다)의 저택(묘카쿠지)로 가서 그곳에서 있는 힘껏 팔을 뻗고(견제하고/싸우고) 있었는데, 아케치의 가신으로부터 '해를 끼치지 않을 것을 보증할 테니 칼을 건네라'라는 말을 듣고 칼을 넘겨 주었다"라고 기술이 있다. 원래 야스케는 선교사와의 알현 때에 노부나가의 요망으로 헌상된 흑인 노예였다. 야스케는 포로가 된 뒤에도 죽임을 당하지 않고 산채로 연행되었다. 그러나 그후 소식은 알 수 없게 되었다.

## 유명한 일화

### 스와에서의 질책
《조부 이야기》(祖父物語, 아사히 이야기)나 《가와스미 태평기》(川角太閤記)에 보이는 일화로, 고슈 정벌을 마친 뒤에 스와에서 "우리가 힘써 수고한 보람이 있었습니다"(我らが苦労した甲斐があった)라고 사람들 앞에서 인사치레를 하는 미쓰히데에게 "네놈이 한 게 뭐 있냐?"(おのれは何の功があったか)라며 노부나가가 성을 내며 미쓰히데의 머리를 난간에 처박으며 모욕을 주었다. 다른 사람들이 보는 앞에서 창피를 당한 미쓰히데는 얼굴에 노기를 띠었다고 한다.

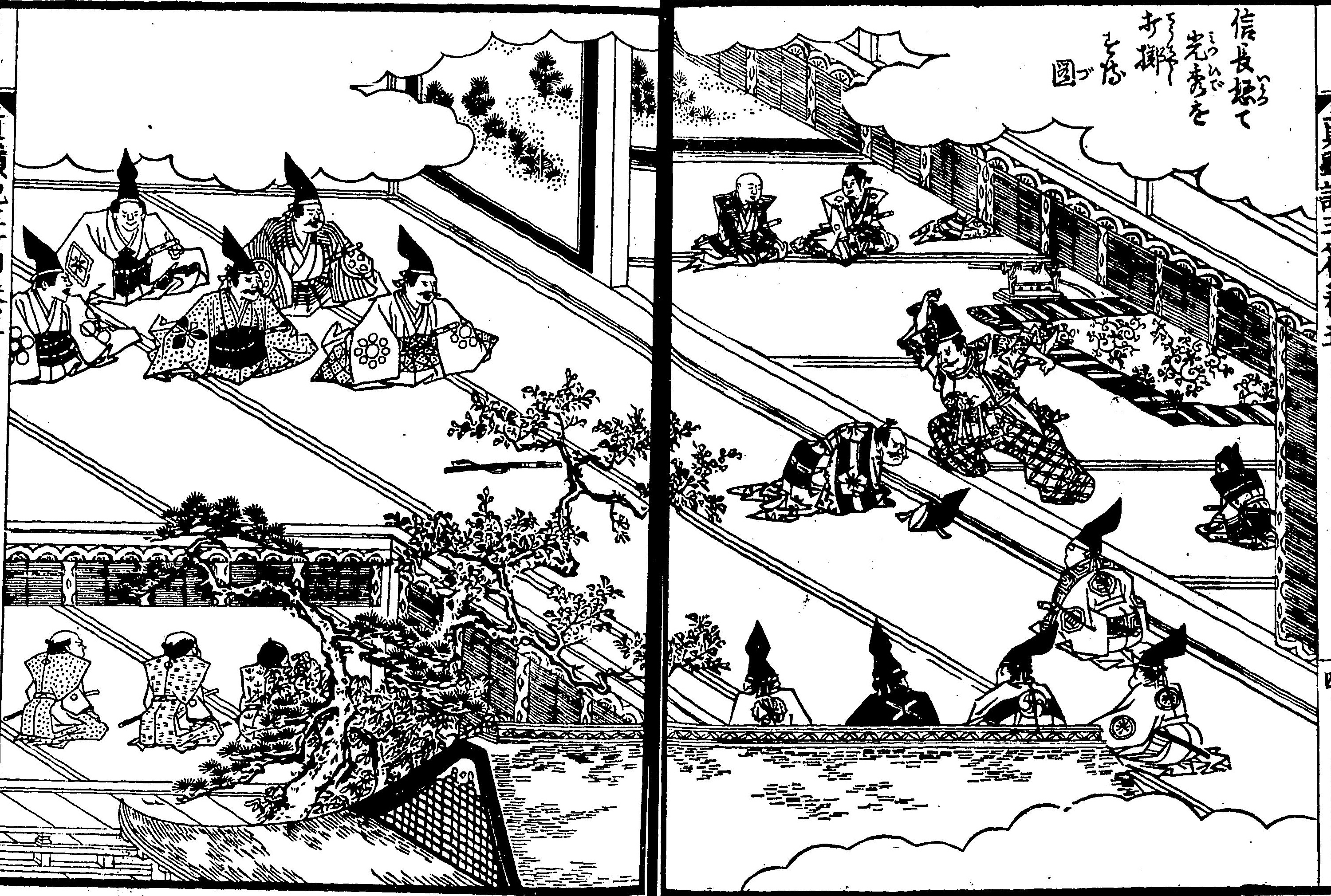
미쓰히데를 두들겨 패는 노부나가. 《회본 타이코키》(絵本太閤記)에 실린 삽화이다.

信州諏訪郡何レノ寺ニカ御本陣可レ被レ置ト。其席ニ而明智申ケルハ。扨（さて）モ箇様成目出度事不二御座（おわし）マサ一我等モ年来骨折タル故。諏訪郡ノ内皆御人敷也。何レモ御覧セヨト申ケルハ。信長御気色替リ。汝ハ何方ニテ骨折武邊ヲ仕ケルヲ。我社（こそ）日頃粉骨ヲ盡（つく）シタル悪キ奴ナリトテ。懸造リノ欄干ニ明智ガ頭ヲ押附テ扣（たた）キ給ウ。其時明智諸人中ニテ耻ヲカキタリ。無念千万ト存詰タル気色顕レタル由傳タリ。
 — 《조부 이야기》에서
신빙성
《조부 이야기》는 전문(伝聞) 형식의 군키모노가타리로 비교적 이른 간에이(寛永) 연간 무렵에 기록되었다. 이른바 '항설'(巷説), 즉 항간에 나도는 이야기들을 수집, 기록한 것으로 신빙성 여부로 말하면 신빙할 수 있는 것과 그렇지 못한 것이 뒤섞여 있어, 등장하는 일화의 신빙성을 판단하기는 어렵다. 《신초코키》에는 3월 19일에 스와 홋케지(諏訪法花寺)를 본진으로 삼았다는 기록이 있어서 부합하는 점도 있고, 후술할 루이스 프로이스의 편지 등에도 노부나가가 미쓰히데를 마구 때렸다는 이야기가 있어서, 아주 황당무계한 이야기라고 부정하기는 어렵다. 하지만 겐나(元和) 연간(겐나 7년에서 9년 무렵)의 《가와스미 태평기》의 기술을 《조부 이야기》가 가필하여 부풀렸다는 설도 있어 그 내용에 대해서는 의문이 남아 있다. 어느 쪽이든 2차, 3차 사료이다.
다만 이 일화는 미쓰히데가 교토 조정에 대한 공작을 행하면서 당시 오기마치 천황으로부터 "아즈마에비스(東夷) 다케다를 추토하라"(東夷武田を討て)라는, 오다에게 있어서는 다케다 정벌의 '대의명분'이 되어 줄 천황의 칙명을 얻어내는데 성공한 공적을 노부나가가 별 가치없는 것으로 일축하여 짓밟은 것이기에, 이에 대해 미쓰히데가 분노하고 앙심을 품어 변란을 일으켰다는 설의 한 근거로도 자주 인용되기도 한다.

### 향응역의 해임
아케치 미쓰히데가 도쿠가와 이에야스의 향응역(접반사)를 명받았으면서도 그 일 처리가 형편없어 갑자기 해임되었다는 이야기가 《가와스미 태평기》에 나온다. 오다 노부나가는 점검을 위해 미쓰히데의 저택을 방문하였는데, 문으로 한 발짝 들어서니 생선 썩은내가 코를 찌를 정도로 진동을 하고 있었고 이에 노부나가가 화가 나서 그대로 부엌을 향해 가서, "이따위로 해서 이에야스에게 무슨 제대로 된 식사를 대접할 수 있겠느냐?"며 미쓰히데를 해임하고, 향응역을 호리 히데마사로 교체했다. 큰 창피를 당한 미츠히데는 홧김에 준비했던 음식이며 그릇들을 연못에 내팽개쳤고, 그 악취가 아즈치의 온 마을에 진동했다고 한다.

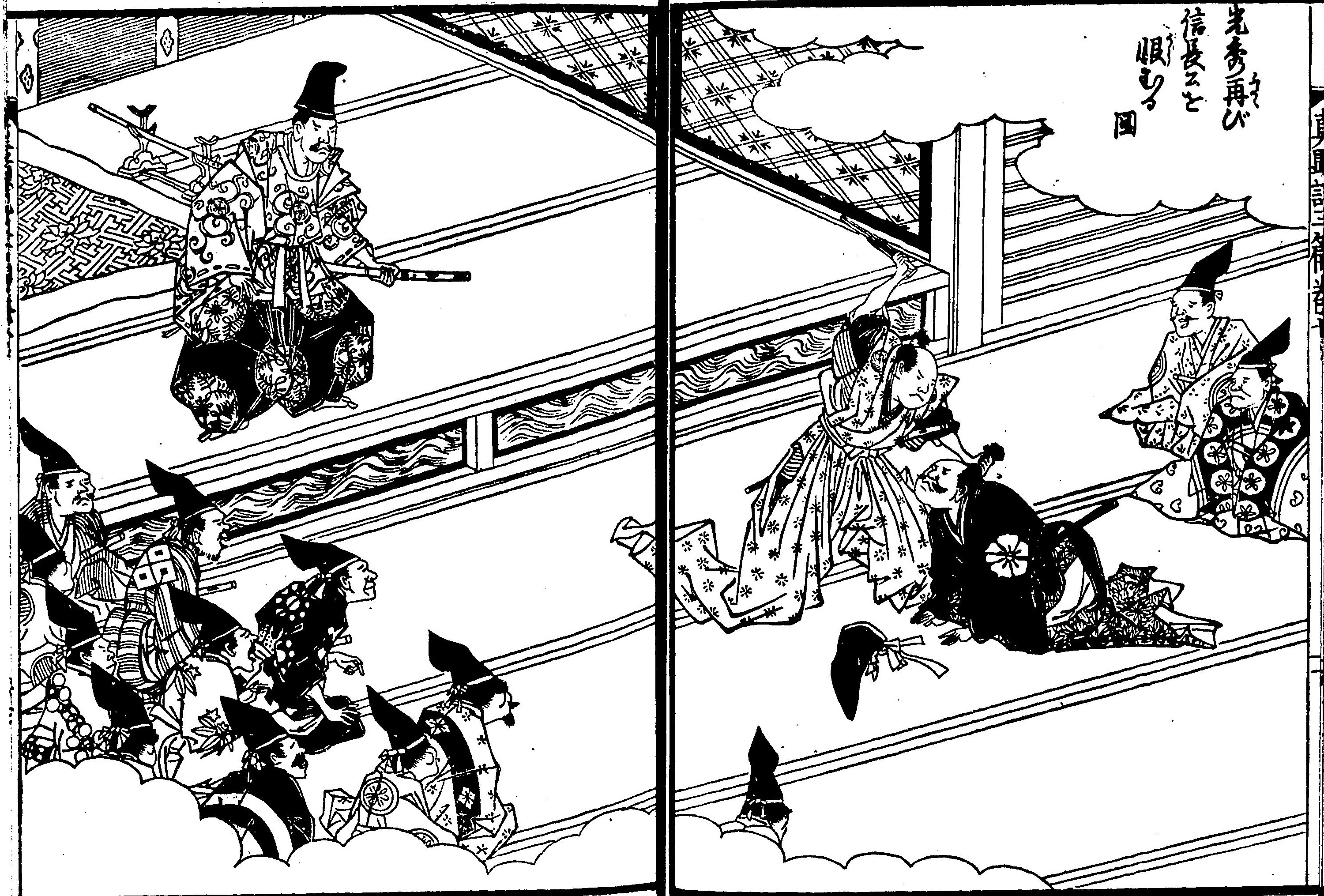
노부나가의 눈치를 보다 향응역에서 해임되고, 매달리다 모리 란마루에게 얻어맞는 미츠히데. 《회본 타이코키》에 그려진 삽화이다.

家康卿は駿河國御拝領の為二御禮一、穴山殿を御同道被レ成、御上洛之由被二聞召付一、御宿には明智日向守所御宿に被二仰付一候處に、御馳走のあまりにや、肴など用意次第、御覧可レ被レ成ために、御見舞候處に、夏故用意のなまざかな、殊の外さかり申候故、門へ御入被成候とひとしく、風につれ悪き匂い吹来候。其香り御聞付被成、以之外御腹立にて、料理の間へ直に御成被レ成候。此様子にては、家康卿馳走は成間敷（なるまじく）と、御腹立被レ成候て、堀久太郎の所へ御宿被二仰付一候と、其時節の古き衆の口は右の通とうけ給候。
信長紀には大寶坊所、家康卿御宿に被二仰付一候と御座候。此宿の様子は、二通に御心得可レ被レ成候。日向守面目を失ひ候とて、木具さかなの臺、其外用意のとり肴以下無レ残ほりへ打こみ申候。其悪にほひ安土中へふきちらし申と相聞え申候事。
 — 《가와스미 태평기》의 한 구절에서
《상산기담》(常山紀談)에도
東照宮御上京の時、光秀に馳走の事を命ぜらる。種々饗禮の設しけるに、信長鷹野の時立寄り見て、肉の臭しけるを、草鞋にて踏み散らされけり。光秀又新に用意しける處に、備中へ出陣せよと、下知せられしかば、光秀忍び兼ねて叛きしと云へり)
(해석) 도쇼구(이에야스)께서 상경하셨을 때, (노부나가가) 미쓰히데에게 말을 달려서 서둘러 가서 맞이할 것을 명하였다. 온갖 향례(饗禮)를 설하는데, 노부나가가 매사냥(鷹野)을 하는데 다가가서 보니 고기에서 냄새가 나는 것을 짚신으로 짓밟아 흩뜨렸다. 미쓰히데가 또 새로 음식을 마련하려는 터에 (미쓰히데에게) '빗추(備中)로 출진하라' 하고 분부하게 하므로, 미쓰히데가 이를 속으로 담아 두어 반역하였다고 한다.
라는 이야기가 실려 있다.
신빙성
《가와스미 태평기》(川角太閤記)는 타이코(太閤) 히데요시의 전기(伝記)인데, 사료로써도 어느 정도 가치가 있다고 여겨졌던 시기가 있었고, 이 이야기는 에도 시대 ・ 메이지 시대에는 사실로 다루어졌으며, 미쓰히데가 원한을 품고 혼노지의 변을 일으켰다는 주장의 한 근거가 되었다. 이 기록에서는 미쓰히데가 모반을 일으킨 이유를 노부나가에게 거물 대접을 받으며 거둬진 은혜는 있지만 3월 초사흘의 절구(節句)에 다이묘(大名), 고게(高家)들이 보는 앞에서 기후(岐阜)에서 창피를 당했고, 스와에서는 사람들이 보는 앞에서 피가 나도록 두들겨 맞았고, 이에야스의 향응역(접반사)에서 해임되면서 체면을 깎였다고 하는 세 가지 원한이 참을 수 없기 때문에 (가신들의 찬동을 얻지 못한다 하더라도) 혼노지에 자기 혼자서라도 난입하여 노부나가를 토벌하여 할복할 각오라고 말하고 있다. 이에 대해서 아케치 히데미쓰(明智秀満)가 나서서 더는 비밀로 할 수 없다며 "일단 입밖으로 꺼낸 이상 결행하지 않으면 안 됩니다."라는 취지의 의견을 표명하였고, 이어서 사이토 도시미쓰, 미조오 가쓰베(溝尾勝兵衛)가 (미쓰히데가 자신의 속내를 털어놓을 정도로) 자신들이 신뢰받고 있다고 감사하며 "내일부터 (미쓰히데 당신은) 주군(上様)이라고 불리시게 될 겁니다."라며 찬동하였다는 이야기 전개로 이어지는 것이다.
그러나 저 문장 안에도 언급되고 있는 《신초코키》(신초키)에는 애초에 이에야스의 숙소는 미쓰히데의 저택도 히데요시의 저택도 아닌 다이호보(大宝坊)라는 다른 저택으로, 미쓰히데는 향응역을 사흘 동안 맡았다고, 다르게 이야기가 쓰여 있고 해임에 관한 언급은 찾아볼 수 없다. 《가와스미 태평기》에 있어 미쓰히데가 모반을 일으킨 이유의 핵심 부분으로 이런 사실이 없다고 하면 신빙성을 잃는다. 오히려 원한설을 설명하기 위한 일화로 후세에 창작되어 덧붙여진 이야기가 아닐까 생각되며, 일본의 사학자 오와다 데쓰오(小和田哲男)는 미쓰히데가 향응역에서 해임되었을 가능성이 없는 것은 아니지만, 그것은 미쓰히데의 실수 때문에 해임된 것이 아니라 애초부터 사흘 동안만 맡도록 정해진 임무였고, 여기에 미쓰히데가 노부나가에게 뭔가 원한을 품을 필연성은 발견할 수 없다고 지적하였다. 또한 에도 중기인 겐분(元文) 연간에 쓰여진 《상산기담》에 관해서도, 출처가 다른 다수의 일화를 마구잡이로 뒤섞어(게다가 약간 개변하여) 한데 묶어 실은 2차, 3차 사료로 신빙성은 애초에 기대할 수 없다.

### 옛 영지인 단바 ・ 오미의 소상
《아케치 군기》에는 노부나가의 출진 명령을 받고 자신의 거성으로 돌아왔을 때의 미쓰히데 앞으로 상사(上使) 아오야마 요잔(青山輿三)이 찾아왔는데, "(아직 적의 영지로 남아 있는) 이즈모(出雲) ・ 이와미(石見) 2개 구니를 줄 테니 그 대신 단바와 오미의 시가 군(志賀郡)을 소상(召上, 바쳐 올림)하라"라고 노부나가의 말을 전하였다는 이야기가 있어, 이를 들은 미쓰히데의 주종들이 분노하고 낙담하여 모반을 결단하였다고 전한다.

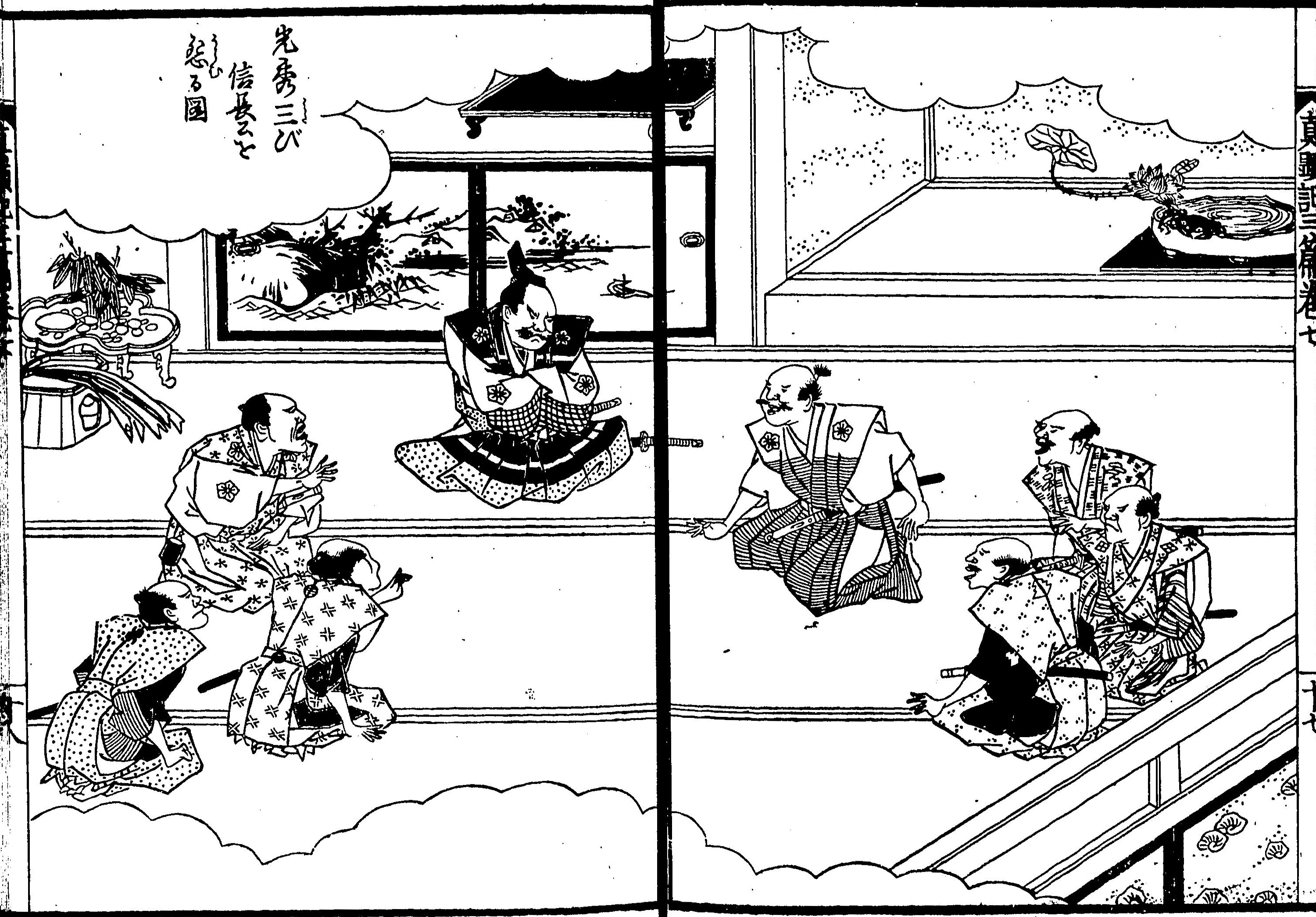
이즈모 ・ 이와미로의 나라 바꾸기(전봉)에 고뇌하는 미쓰히데 주종. 《회본 타이코키》의 삽화이다.

…惟任日向守に、出雲石見を賜ふとの儀也。…(중략)…乍レ去丹波近江は召上らるゝ由を申捨て、帰りける。…(중략)…光秀併家子郎等共、闇夜に迷ふ心地しけり。其故は出雲、石見の敵國に相向ひ、軍ヲ取結ぶ中に旧領丹波、近江を召上られんに付ては、妻子眷属小時も身を置く可き所なし。…(중략)…口惜しき次第なり。…(중략)…佐久間右衛門尉、林佐渡守、荒木摂津守、其他の輩滅却せし如く、当家も亡ぼす可き御所存の程、鏡に掛て相見え候。…(중략)…謀反の儀、是非に思立せ給ふ可しと、臣下の面々、怒れる眼に涙を浮かべて申ければ、光秀終に是れに従ひ…
 — 《아케치 군기》의 한 구절
신빙성
이 이야기는 미쓰히데가 노부나가에 대한 모종의 원한 때문에 혼노지의 변을 일으켰다는 설의 유력한 근거로 에도 시대에는 수용되었는데, 《아케치 군기》는 군키모노가타리로 원래부터 신빙성이 떨어지며, 도쿠토미 소호(徳富蘇峰)는 "이는 훌륭한 소설이다"(之は立派な小説である)라고 단언하였고, 오와다 데쓰오도 "사실이라고는 생각할 수 없다"(事実だったとは思えない)라고 말한다. 나라 바꾸기(国替え)에 대해서는 사료적인 근거도 남아 있지 않다. 현대 일본의 역사학자들은 그것이 설령 사실이라고 가정하더라도 소유 영지의 아테가이(宛行, あてがい)는 자주 있는 일로 이 경우는 형식적으로도 영전이자 가증(加増)이고, 오랫동안 살던 집에서 억울하게 강제 퇴거당하는 것과 같은 상황이 아니며 미쓰히데가 원한을 품을 만한 일도 아니었다고 해석하고 있다. 오와다 데쓰오는 미쓰히데로써는 산인(山陰)이라는 지역으로 보내지는 것이 '긴키칸레이'(近畿管領)라는 미쓰히데 자신의 지위로부터 내몰려 좌천되는 것이라고 생각했을 가능성이 있지 않을까 하고 생각하면서, 이것이 히데요시는 미쓰히데를 라이벌로 보았나(秀吉ライバル視説)하는 설로도 통한다고 추측하였는데 한편으로 노부나가가 미쓰히데에게 이러한 전봉을 명령했다는 것이 미쓰히데의 입장에서 보아 "불합리한 행위였다고 받아 들이는 것은 잘못되었다"(理不尽な行為とうけとるのは間違っている)라고도 지적하였다. 전봉지인 이즈모에는 이즈모 대사(出雲大社), 이와미에는 이와미 긴잔(石見銀山)이 있어 은산(銀山), 즉 은광이라는 뛰어난 경제 기반을 손에 넣게 된다는 점에서 이즈모, 이와미로의 '나라 바꾸기'(전봉)는 미쓰히데에게 있어서는 '좌천'이 아니라 오히려 영전이라고 해석될 가능성도 있다고 하겠다.

### 아타고 백운
《신초코키》에도 가메야마 성 출진을 앞두고 아타고 곤겐(愛宕権現)을 참배한 미쓰히데가 그 다음날 이토쿠인(威徳院) 니시보(西坊)에서 렌카(連歌) 모임을 열었다고 한다. 이 렌카는 '아타고 백운'(愛宕百韻) 또는 '아케치 미쓰히데 장행 백운'(明智光秀張行百韻)으로 유명하다. 하지만 미쓰히데의 발구(発句) "이때는 바로/비가 발을 잠기는/5월이로다"(ときは今 天が下知る 五月哉)의 의미는, 일본 학계의 통설에서는 'とき(時)'는 겐지(源氏)의 유파인 도키 씨(土岐氏)(미노 겐지)의 일족인 미쓰히데 자신을 나타내고, '비가 발을 잠기는'(天が下知る)이라는 구절은 "지금이야말로, 도키 씨의 사람인 내가 천하를 다스릴 때다"라는 커다란 야망을 드러낸 것으로 해석되었다.
즉 일본어에서 '비'(雨)는 '하늘'(天)과 마찬가지로 '아메'(あめ)라고 읽으며, '시루'(知る)는 '영유한다'라는 뜻의 일본어 단어 '시루'(領る), 또는 '다스린다'(통치한다)라는 뜻의 일본어 단어인 '시로시메루'(治, しろしめす)'와 발음이 같아서 통하고, '아메'(天)와 '시타'(下) 사이의 일본어 조사 '가'(が)가 일본어에서 으레 소유격인 '~~의(の)'와 같은 뜻으로도 쓰이기에, '아메가시타'(天が下)는 '하늘의 아래' 즉 일본이라는 천하(天下)를 말하는 것이 되며, 또한 일본어로 읽을 때 '아메가시타시루'는 '아메가시타(천하)/시루(다스린다)'라는 문장 구성으로써 그 의미가 성립될 수 있다. 여기에 앞의 '때(도키)는 지금'을 붙이면 '도키(의 자손인 미쓰히데)가 지금 아메가시타(천하)를 다스릴 5월이 되었다'라는 문장이 완성된다는 것이다.
이 노래는 기왕의 일본 학계에서 혼노지의 변을 기획하던 미쓰히데의 심정을 토로한 것으로써 야망설의 근거 가운데 하나로 여겨져 오고 있다. 《개정 미카와고후토키》(改正三河後風土記)에는 미쓰히데는 렌카 모임 자리에서 뜬금없이 혼노지의 해자 깊이를 물었다고 한다. 또 하룻밤을 함께 묵었던 사토무라 죠하에 따르면 미쓰히데는 밤새도록 잠들지 못하고 탄식만 하고 있었으며, 그런 그에게 무슨 일 있느냐고 묻는 죠하에게 미쓰히데는 '시를 지으려고 하는데 좀처럼 멋진 구절이 떠오르지 않아서 그런다'고 대답하였다고 전하지만, 이것은 이미 노부나가가 혼노지에 묵을 것을 예상하고 이를 노린 모반을 계획하고 있었던 것 아닌가 하고 여겨지기도 한다.

| ときは今 天が下知る[주석 37] 五月哉 |  | 光秀 |  | 水上（みながみ）まさる 庭のまつ山[주석 38] |  | 行祐 |
| 花落つる 池の流を[주석 39] 堰とめて |  | 紹巴 |  | かせは霞を 吹をくるくれ                    |  | 宥源 |
| 春も猶 かねのひゝきや 消ぬらん      |  | 昌叱 |  | かたしく袖は 有明の霜                      |  | 心前 |

 — 《아타고 백운》(愛宕百韻)에서
《상산기담》에도 "덴쇼 10년 5월 28일에 미쓰히데는 아타고 산의 니시보에서 백운의 렌카를 읊었다"(天正10年5月28日、光秀愛宕山の西坊にて百韻の連歌しける)라고 아타고 백운에 대하여 소개하고, 미쓰히데와 사이보(西坊), 죠하가 읊은 노래들을 실은 다음 "아케치는 도키 성이라, 도키(時)라고 도키(土岐)를 읽는 것을 서로 통하게 해서 천하를 차지할 뜻을 품었다"(明智土岐姓なれば、時と土岐を読みを通わせてハ天下を取るの意を含めり)라고 하였다. 히데요시는 미쓰히데를 잡은 뒤, 렌카를 듣고 노하여 죠하를 불러다 힐문하였는데, 죠하는 미쓰히데가 읊었던 발구가 '天が下なる'(아메가시타시루) 즉 '비가 발을 적시는'이 아니라 '天が下しる'(아메가시타나루) 즉 '비가 발을 잠기는'을 누군가가 바꾼 것이라고 눈물을 흘리며 변명을 늘어놓았고, 히데요시는 용서했다고 한다.
해석

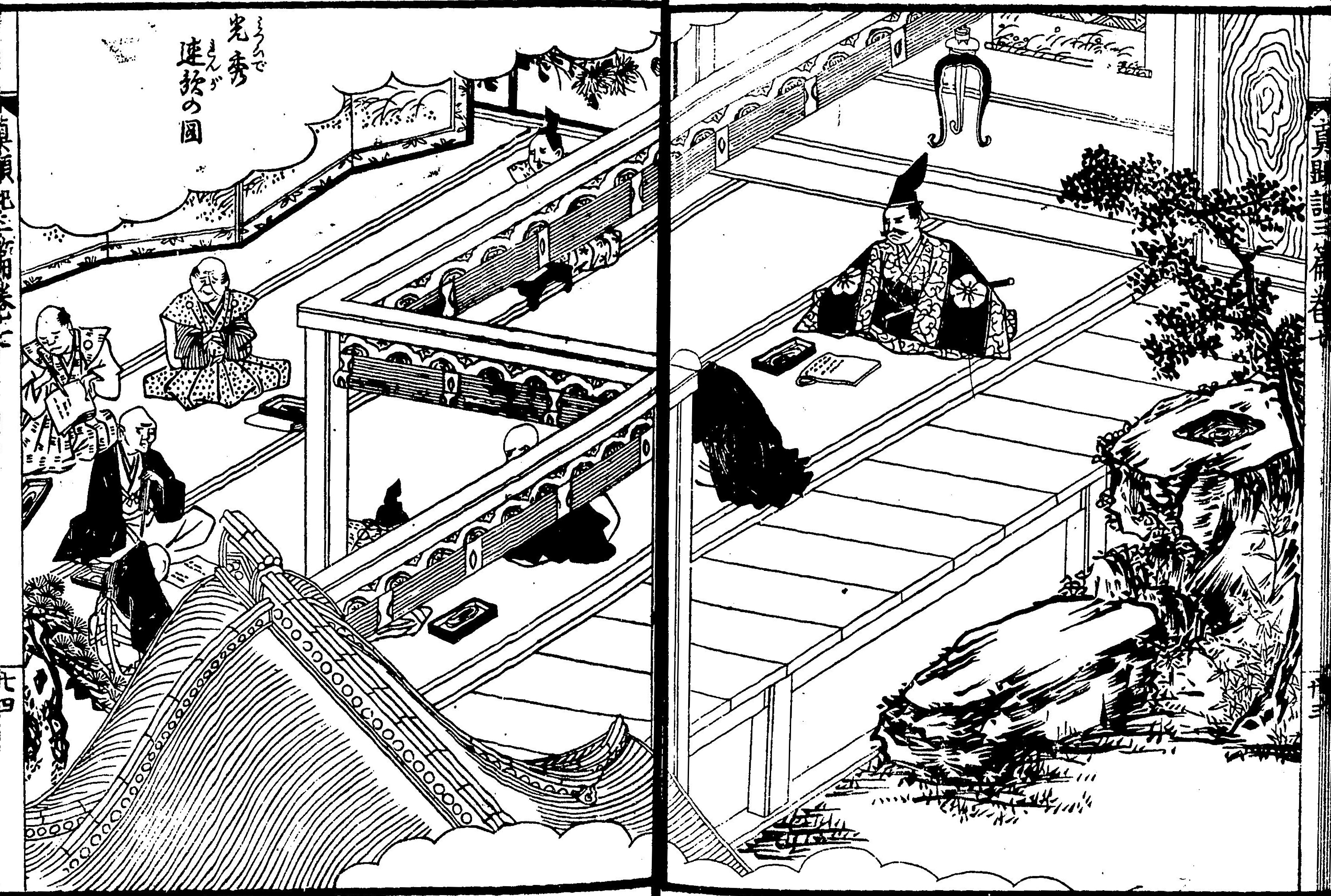
렌카 모임을 여는 미쓰히데. 《회본 다이코키》(絵本太閤記)에서.

백운은 신 앞에 봉납된 사본 기록도 많아서 사료로써의 신빙성도 높지만, 한편으로 렌카의 해석에 대해서는 이론도 여러 가지가 있다. 애초에 이것은 렌카(돌림노래)로, 윗구와 아랫구를 각기 다른 사람이 읊고, 앞의 사람이 읊으면 다음 사람이 받아서 읊는 방식으로 릴레이로 1백 수를 이어간다는 것이지, 그 가운데 일부에 불과한 구절을 꺼내어 해석하는 것에 대한 비판이 일찍부터 있었다. 구와다 다다치카(桑田忠親)는 도키(とき)를 때(時) 즉 도키 씨(土岐)라고 해석하는 것은 "후세의 어떤 억지"(後世の何びとかのこじつけ)로 미쓰히데의 혼세가 도키라는 것이 유명해진 것은 이 억지 때문이라고 하였다. 하시바 히데요시(羽柴秀吉)가 오무라 유코(大村由己)에게 편찬하게 한 《고레토 퇴치키》(惟任退治記)에는 "さて五月二十八日、光秀は愛宕山に登り、連歌一座を興行した。光秀の発句。時は今 天下しる 五月哉　いまこれを推量すると、この句がまさしく謀反の兆しであった。そのとき誰が彼の企みに気づいただろうか"라고 쓰고 있다. 아케치 겐고로(明智憲三郎)는 해당 구절의 '天が下なる'의 오기로 '때는 5월이라 비가 내려 적시는 5월이라네'라는 어떤 은유나 다른 뜻이 담기지 않은 그저 5월 풍정을 묘사한 노래였을 뿐이라고 해석한다. 세타 가쓰히로(勢田勝郭)는 혹시 발구가 '天が下しる'(아메가시타시루) 즉 '비가 발에 잠기는'이라면 노부나가를 대신해 천하인이 되겠다는 미쓰히데의 뜻이 그 피로된 순간에 그 자리에 있던 모든 사람들과 공유되어 버리게 되고, '天が下なる'(아메가시타나루) 즉 '비가 발을 적시는'이 아니면 안 되었다고 주장한다. 나아가 하시바 히데요시의 의사가 반영된 편찬물인 《고레토 퇴치기》(惟任退治記)를 쓴 오무라 유코(大村由己)가 평소 친교가 있었던 죠하로부터 아타고 백운의 정보를 듣고 발구를 개변하였다는 아케치 겐고로의 설을 옳다고 지지하기도 하였다.
다른 한편으로 쓰다 이사무(津田勇)는 《역사군상》(歴史群像) 지면의 '아타고 백운에 숨겨진 미쓰히데의 암호 - 타도 노부나가의 밀지는 역시 존재했다'(愛宕百韻に隠された光秀の暗号―打倒信長の密勅はやはりあった)에서, 렌카가 고전의 한 구절을 답습하여 읊은 것이라고 지적하였다. 발구와 협구는 《엔쿄본 헤이케 이야기》(延慶本平家物語)의 한 구절을, 다음으로 죠와는 《겐지 이야기》(源氏物語) '하나치루사토'(花散里)의 한 구절을, 그 밖에도 《태평기》(太平記), 《마스카가미》(増鏡) 등을 많이 읽고 집어넣은 창작 의도는 조적(朝敵)이나 헤이시(平氏)를 치고 겐지(源氏)를 대두하게 하겠다는 우의가 들어 있는 것이라고 하였으며, (발구의 통설 해석은 틀리지 않았는지도 모르지만) 백운은 렌카 모임 자리에 있었던 이들의 일치하는 의견으로써 오다 노부나가를 치자고 하는 취지로, 통설의 구도와도 어긋나지 않게 된다고 주장하였다. 이들은 전체로써는 조정 수호설이나 겐페이(源平) 교대설 등으로 통하는 것이다. 또한 다치바나 교코(立花京子)는 'まつ山'(마쓰야마)가 아닌 '夏山'(나쓰야마)로 되어 있는 경우가 있는데, 협구가 호소카와 유사이(細川幽斎)가 이전에 읊었던 구절과 유사하다는 점을 지적하였다. 렌카 규칙에서는 발구와 협구는 같은 계절이 되어서는 안 되는데 개찬된 협구 '水上まさる 庭のまつ山'에서는 계절이 없어져 버리게 되므로 렌카 규칙상 명백하게 나올 수 없는 구절이라는 것이다.

### 미쓰히데의 어머니의 죽음
《소켄키》(総見記), 《회본 타이코키》(絵本太閤記), 《상산기담》 등에 있는 이야기이다. 덴쇼 7년(1579년) 6월, 미쓰히데는 자신의 어머니를 인질로 보내어 단바 야가미 성(丹波八上城)의 성주 하타노 히데하루(波多野秀治) ・ 히데히사(秀尚) 형제나 그 종자 11명을 혼메(本目)의 성(가미오야마 성神尾山城?)에서의 술자리에 꾀어내어, 그들을 복병을 시켜서 생포하고 아즈치로 이송시켰는데, 히데하루는 이때 입은 부상이 원인이 되어 죽었고, 히데히사 이하 전원은 노부나가의 명령에 의해 책형에 처해졌다. 격노한 야가미 성의 가신들은 미쓰히데의 어머니를 책형에 처하여 죽여 버리고 말았다는 것이다.

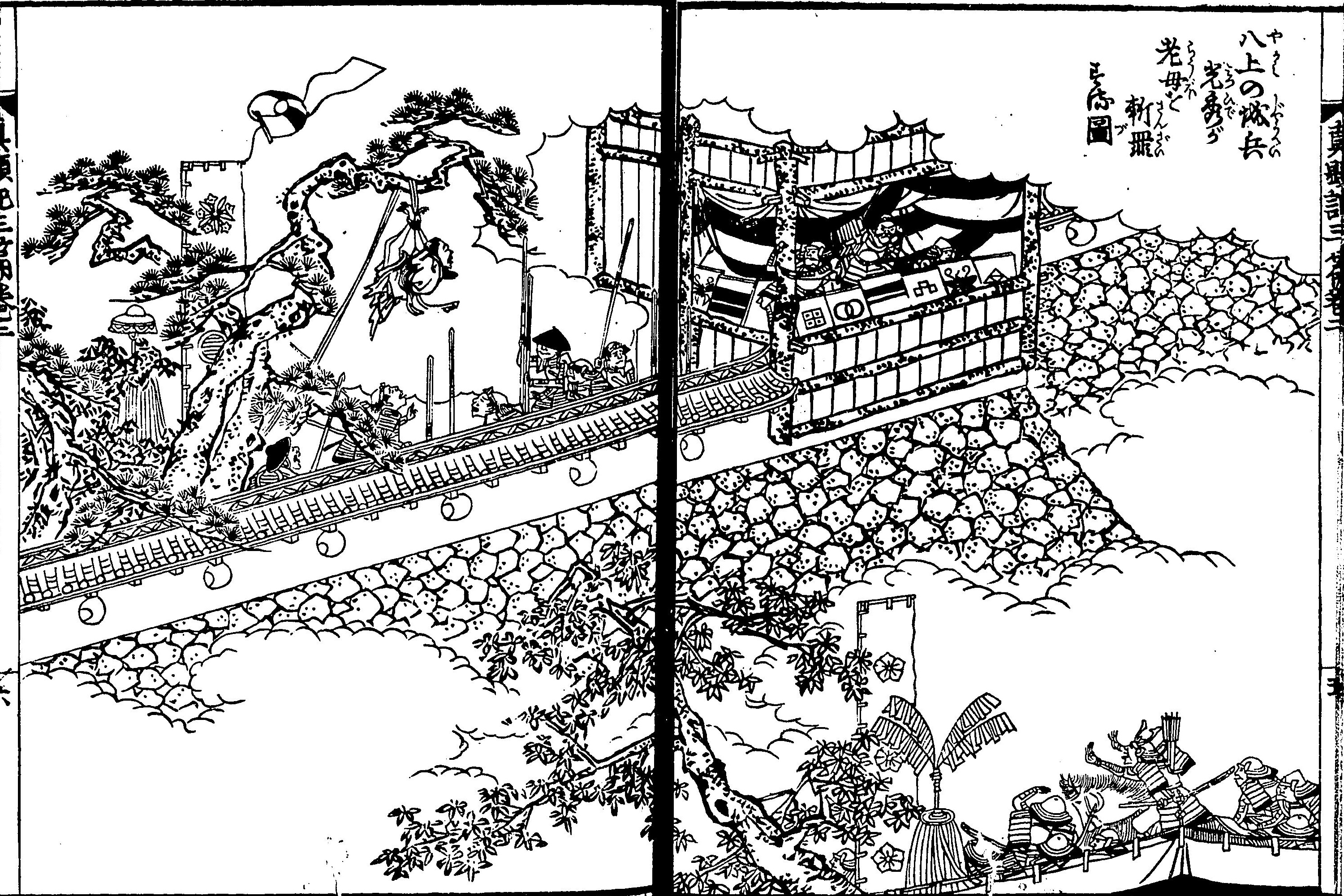
야가미 성의 병사들이 미쓰히데의 늙은 어머니를 처형하는 장면. 《회본 타이코키》에 묘사된 삽화이다.

光秀天正七年六月、修験者を遣して、丹波の波多野右衛門大夫秀治が許に、光秀が母を質に出し謀りければ、秀治其弟遠江守秀尚、共に本目の城に来りけるを、酒宴して饗し、兵を伏せ置きて、兄弟を始め従者十一人を生捕り、安土に遣しけり。秀治は伏兵と散々に戦ひし時、
傷を蒙り途中にて死す。信長秀尚以下を安土にて磔にされたり。丹波に残り居たる者ども、明智が母を磔にしたり。…
 — 《상산기담》
신빙성
이 이야기는 원한설 가운데서도 특히 유명한 것이지만, 《소켄키》나 《가시와자키 이야기》(柏崎物語)는 미쓰히데의 '조랴쿠'(調略, 정략)에 의한 하타노 형제의 유도 항복에 관한 기록을 자의적으로 해석한 것으로 사실과는 거리가 있으며, 창작으로 믿기 어렵다.
《신초코키》에 따르면 오랫동안 포위되어 있어 야가미 성안에는 기아 상태로 몰려 있었고, 풀이나 나무까지도 먹었으며, 최종적으로는 소나 말까지 잡아 먹었는데, 마침내 입에 넣을 것이 없게 되어 성 밖으로 나갔다가 포위군에게 죽임을 당하기도 하였다고 하며, 때가 왔다고 생각한 미쓰히데는 조랴쿠로 히데하루를 사로잡았다고 한다. 이 경우의 조랴쿠(정략)는 히데하루의 가신을 유도 항복시켜서 그들의 손으로 성주 하타노 형제를 체포하게 해서 항복을 받아내는 것이었다는 설도 있어서, 인질 교환의 여지 같은 것은 전혀 찾을 수 없다. 전황으로 미루어 볼 때 야가미 성의 낙성은 이미 확실한 것이었고, 미쓰히데로서도 굳이 자신의 어머니를 인질로 삼을 필요가 없었던 것이다.

### 술자리에서의 일화
분로쿠(文禄) 연간에 쓰여진 잡다한 이야기 모음집 《의잔후각》(義残後覚)에, 경신수야(庚申待) 때에 볼일이 있어서 조용히 물러나려 했던 미쓰히데에게 술에 취했던 노부나가가 그의 목에 창을 들이밀면서 "如何にきんか頭何とて立破るぞ"라고 처절한 이야기가 있다. 미츠히데는 사과를 하고 용서를 받아, 머리를 온통 풀어헤치고 온몸에서 식은땀을 흘렸다. 이를 좀 더 발전시킨 이야기가 《상산기담》으로
又信長ある時、酒宴して七盃入り盃をもて光秀に強ひらるゝ。光秀思ひも寄らずと辞し申せば、信長脇差を抽き、此白刃を呑むべきか、酒を飲むべきか、と怒られしかば酒飲みてけり
또한 노부나가가 어느 때인가 술자리에서 일곱 차례 술을 마시고 술을 가지고 미쓰히데에게 들이밀었다. 미쓰히데는 별로 생각이 없다며 사양하였더니, 노부나가가 와키자시를 빼어 이 칼날을 삼키겠나, 술을 마시겠나, 라고 성을 내었으므로 술을 마셨다.
 — 《상산기담》
라고, 여기서는 억지로 술을 삼켰다라는 식으로 가필되어 있다. 비슷한 이야기가 에도 시대 후기의 수필 《옹초》(翁草)에도 수록되어 있는데, 모두 신빙성이 낮다. 루이스 프로이스의 《일본사》에는 노부나가는 술을 마시지 않았다라고 되어 있는데, 노부나가가 술을 마시지 않았다는 이야기는 같은 시대의 의사 루이스 데 알메이다의 편지에서도 보이는 것으로 사실이라고 여겨지며 노부나가가 취해서 술주정을 부렸다는 이야기는 애초에 있을 수 없는 일이었다.

### 사이토 도시미쓰를 둘러싼 다툼
《가와스미 태평기》(川角太閤記) 등에 있는 이야기로, 사이토 도시미쓰는 원래부터 이나바 잇테쓰(稲葉一鉄)의 피관(被官, 게라이家来)였는데, 어떤 이유로 해서 잇테쓰를 떠나 미쓰히데에게 기탁하였고 그의 가신으로 출사하여 높은 녹을 받고 있었다. 잇테쓰는 이를 노부나가에게 호소하였고, 노부나가는 도시미쓰를 잇테츠에게 돌려 보낼 것을 명했다. 미츠히데는 이를 거부하고 "(도시미쓰를 받아 준 것 또한) 결과적으로는 군공(君公)의 은혜를 받들어 보답하고자 해서입니다"(畢竟は君公の恩に奉ぜんが為)라고 하였는데 노부나가는 이에 격노하여 미쓰히데의 상투를 쥐고 흔들어댔고, 차고 있던 와키자시까지 손을 댔다. 미쓰히데는 눈물을 흘리며 분노를 참았다고 한다.

信長事の外、御立腹有て、予が下知にても、聞間敷とや、推参なりと被レ仰、髻を取て、二三間突走らかし給へば、其儘御次の間へ退出す。光秀が婿織田七兵衛尉信澄、御前に在りけるが、此有様を見て、驚き噪ぎ立つ。信長忿怒の余りに、御脇差を抜かんとし給へ共、早く北去り静まり給ふ。明智は御次の間にて、涙を流し、面目を失ひたりと云て、我屋へ帰りけり。是を見る人、光秀の風情、只事ならざると囁きけれ共、御取立の出頭人なれば、誰有て御耳に立る者無し。頓て御前も相済、折々の出仕なり。
 — 《도쇼군칸》(東照軍鑑)
《상산기담》에서는 "그뒤 이나바 이요노카미(其後稲葉伊予守)의 게닌(家人)을 아케치가 많은 녹(禄)을 주어 불러들인 것을, 이나바가 (돌려 달라고) 구하였으나 모두 돌려 주지 않았다. 노부나가가 돌려 주라고 하명하였던 것도 따르지 않았다. 노부나가는 노하여 아케치의 머리채를 붙들어 자빠뜨리고 욕하였다. 미쓰히데는 나라를 내리신다 하여도 제 한 몸을 위해 돌아보는 일 없이 사인(士人)을 키우는 것을 제일로 여기기 때문이라 대답하니, 노부나가는 노여워하면서도 그만두었다"(其後稲葉伊予守家人を、明智多くの禄を与へ呼び出せしを、稲葉求むれ共戻さず。信長戻せと下知せられしをも肯はず。信長怒って明智が髪を捽み引き伏せて責めらるゝ。光秀國を賜り候へども、身の為に致すことなく、士を養ふを、第一とする由答へければ、信長怒りながらさて止みけり)라고 하였다. 그밖에 《아케치 군기》(明智軍記), 《가시와자키 이야기》(柏崎物語) 등에도 비슷한 종류의 이야기가 실려 있고, 원한설의 근거의 하나가 되고 있다.

### 에린지 처분 문제

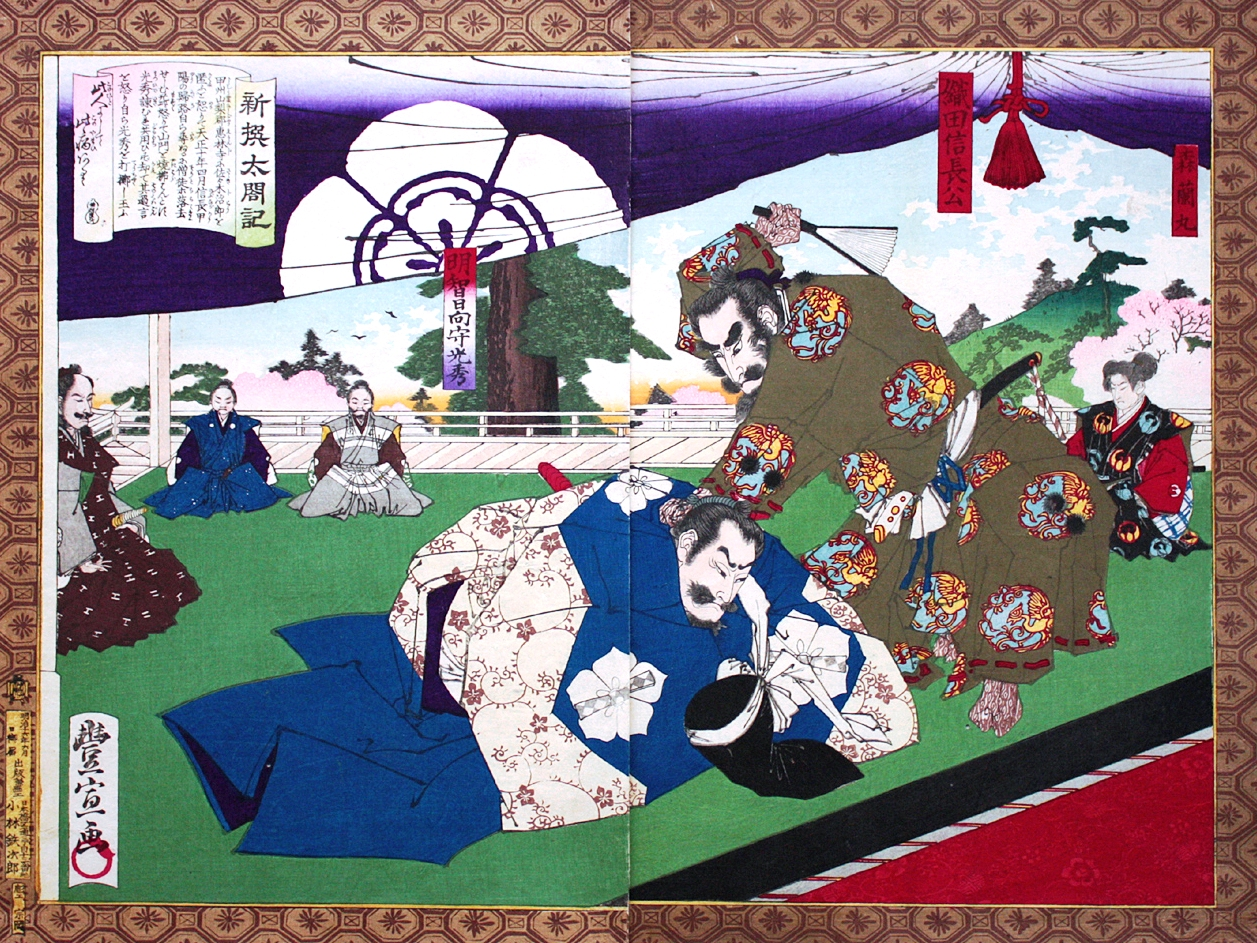
에린지(恵林寺)를 불사르라는 명령에 맞서 간언을 올린 미쓰히데를 두들겨 패는 노부나가.

《신초코키》에 덴쇼 10년(1582년) 4월 3일, 고슈 정벌로 다케다 집안을 멸망시킨 뒤에 엔잔(塩山)의 에린지(恵林寺)로 도망쳐 들어간 사사키 지로(佐々木次郎)를 인도할 것을 에린지에 요구하였으나 에린지가 거부하였으므로 오다 노부타다가 오다 모토히데(織田元秀) ・ 하세가와 요지(長谷川与次) ・ 세키 나가야스(関長安) ・ 아카자 나가카네(赤座永兼)에게 명하여 에린지를 불사르게 했다. 승려 150명이 죽임을 당했고, 주지 가이센 조키(快川紹喜)는 그 자리에서 꼼짝도 하지 않은 채 불에 타 죽었는데 죽음을 앞두고 유명한 "심두멸각(心頭滅却)이면 화염조차 서늘하나니"(心頭滅却すれば火もまた涼し)라는 사세구(辞世の句)를 남긴 것으로 유명하다.
이상이 역사적 사실이었는데, 《회본 다이코키》 등에서는 여기에 살을 붙여서 미쓰히데가 강하게 반대하고 제지하려고 하다가 노부나가의 역린을 건드려서 이를 접고 심지어는 손으로 때리려 했다고 하는, 지금까지 보아 온 것과 비슷한 전개로 되어 있다. 그러나 애초에 소탕을 명령한 것은 노부타다이고, 같은 날 노부나가는 고후에 있었다. 다른 한편으로 가이센 조키는 미쓰히데가 자처했던 혼세인 도키 씨(土岐氏) 출신으로, 마찬가지로 도키 씨를 자처했던 미쓰히데도 속으로 썩 내키지는 않았던 것이 아닌가 하는 설도 있어서(미쓰히데가 제지하려 하였다는 창작은 차치하고) 여러 설의 보강 설명으로 이용되는 경우도 있다.

### 삼패(三劫)
오다 노부나가가 잣코지(寂光寺)에서 관전했던, 산사와 리겐의 바둑 대국은 삼패가 나타나 무승부로 끝났는데, 그 직후에 혼노지의 변이 일어나 노부나가가 죽음을 맞았기에, 일본에서 삼패는 불길한 전조처럼 여겨지게 되었다. 이 대국의 기보(棋譜)는 128수째까지 남아 있는데, 삼패가 출현하는 부분은 남아 있지 않다. 128수째에서는 백(白)을 가지고 있던 산사가 승세였다고 하는 것이 오랜 형세 판단이며, 따라서 유리한 산사가 삼패에 의해 무승부를 받아들일 이유가 없기에, 후세의 창작이라고 여겨져 왔다. 2022년에 일본의 프로 바둑기사 구와모토 신페이(桑本晋平)가 현존하는 기보 부분을 정밀하게 복사해서 따라 두어 본 결과, 백이 승세에 있었다고는 단언할 수 없으며, 흑과 백이 한창 호각으로 맞붙은 끝에 삼패에 이르는 수순이 존재할 수 있다고 발표했다.

## 혼노지의 변의 요인

### 연구사상의 평가
혼노지의 변은 당시 최대의 권력자였던 오다 노부나가의 사망으로 그치지 않고 이후 일본 역사(어쩌면 동아시아 전체의 역사)의 커다란 전환점이 되었던 사건으로, 일본의 역사학자 오와다 데쓰오(小和田哲男)는 '센고쿠 시대(戦国時代) 최후의 하극상(下剋上)'이라고 평가하고 있다. 노부나가를 쳤던 장본인인 미쓰히데가 생전에 그 동기를 명확하게 밝힌 사료는 없으며, 또한 미쓰히데의 다른 중신들마저도 얼마 안 가서 거의 대부분이 전사, 또는 처형되고 말았기 때문에 그 동기는 영영 명확하게 밝혀지지 못하게 되었다. 게다가 미쓰히데가 타인에게 보낸 편지 같은 것도 후환이 두려웠던 이들이 거의 숨기거나 폐기해 버려서 혼노지의 변의 동기를 보여주는 자료는 매우 한정되어 있는 것이 현실이다. 오와다는 '일본 역사의 미스테리'(日本史の謎)라고 표현하고 있을 정도이다. '영원한 미스테리'(永遠のミステリー)라고 표현되기도 한다.
메이지(明治) 이후 혼노지의 변이라는 테마는 일본의 역사 연구자들 사이에서 몇 번이나 오르내렸고, 일본의 통사(通史) 속에서 다루어져 왔다. 도쿄 제국대학(東京帝国大学) 교관(教官)이었던 다나카 요시나리(田中義成), 와타나베 요스케(渡辺世祐), 하나미 사쿠타쓰(花見朔巳)、마키노 신노스케(牧野信之助) 같은 사학자들 외에 근세 일본 국민사(近世日本国民史)의 저자인 도쿠토미 소호(徳富蘇峰)도 혼노지의 변에 대한 자신의 지론을 내놓기도 하였다. 그러나 혼노지의 변이 일어났던 시대인 쇼쿠호(織豊) 시대 ・ 일본 중세를 연구하는 사학 연구자들이 나서서 모반의 동기를 구명하려는 움직임은 일관되게 저조했다. 고자 유이치(呉座勇一)에 따르면 현재의 일본사 학회는 미쓰히데가 모반을 일으킨 이유는 중요한 연구 테마로 다루지 않고 있으며 일본 중세사를 전문으로 하는 대학 교수들도 혼노지의 변 하나를 주제로 하는 단행본 저술은 매우 적다. 고자는 이에 해당하는 단행본 저술은 후지타 다쓰오(藤田達生)의 『謎とき本能寺の変』 정도가 전부일 것이라고 하였는데, 이 책도 혼노지의 변 자체보다는 노부나가 권력에 대한 평가에 중점을 두고 있다.
혼노지의 변의 역사적 의의로써는 노부나가가 죽은 것과 히데요시가 대두한 것을 들 수 있는데, 미쓰히데의 동기가 무엇이든, 설령 (음모론자들의 주장대로) 흑막이 있었다고 해도 혼노지의 변이 후세의 역사에는 아무런 영향을 주지 않았으며, 일본 중세사학회에서 미츠히데의 동기나 흑막을 찾는 논의는 한철 장사 내지 반짝 상품 정도로 간주되고 있다.
일본의 재야 사학자인 기리노 사쿠린(桐野作人)은 그러한 학회에서의 평가를 바탕으로 혼노지의 이상한 진상을 규명함으로써 오다 권력 내부에 있어서의 고유한 모순 상태나 오다 권력 말기의 실태를 해명할 수 있을지도 모른다고 하고 있다.
하지만 '사료가 존재하지 않는다'는 점은 뒤집어 말하면 개인의 추리나 억측이 가미된 '상상'을 하게 할 여지가 크다는 것이며, 중세사 연구자가 아닌 '아마추어'라도 참가하기 쉽다. 때문에 재야 연구자들뿐 아니라 전문 일본 중세사 연구자가 아닌 소설가 ・ 작가라는 많은 사람들이 혼노지의 변에 대한 자신의 의견을 각자 개진해 왔다. 그리고 고자는 혼노지의 변 외에 이렇게나 많은 '썰'들이 난립하는 일본 역사상의 음모 사건도 없다고 평하고 있다.

### 여러 의론들에 대한 개론
왜 미쓰히데는 노부나가를 쳤는가. 그 질문에 대해서 "이것이 정설이다" 또는 "통설이 되고 있다"라는 것은 현대에 이르러서조차도 일본 학계, 그리고 대중들 사이에서 확실하게 존재하는 것이 없다. 혼노지의 변의 요인에 대해서는 에도 시대(江戸時代)부터 메이지(明治)・다이쇼(大正)를 거쳐서 쇼와(昭和) 40년(1960년)대 무렵까지 '주류 중의 주류'라고 여겨지는 것은 미쓰히데가 노부나가를 제치고 천하를 차지하겠다는 야심으로 일으켰다는 설(야망설)과 노부나가에 대한 개인적인 원한이 있어 이를 복수하기 위해 일으켰다는 설(원한설)이었다. '미쓰히데에게도 천하를 차지하고 싶다는 야망이 있었다'라는 야망설은 모반이나 반역이라는 것은 하극상(下克上)이 당연한 행위로로 여겨졌던 센고쿠 시대의 인식상으로는 변을 일으킨 원인으로써 가장 쉽게 받아들여졌고, 고전 사료에 기술이 있는 노부나가가 미쓰히데에게 가했던 거듭되는 불합리한 행위야말로 혼노지의 변의 원인이었다고 하는 원한설과 함께 일본사 학회에서도 오랫동안 그 지위가 흔들리지 않았다. 고단(講談)・군키모노가타리(軍記物) 등으로 세간에 널리 유포되었던 것에 더해, 앞절 유명한 일화에서 서술한 바와 같이 2차, 3차적 고전 사료에 대해서 사료 비판도 충분하지 못했던 점에서 기인한다. 두 설 이외에는 라이 산요(頼山陽)가 주장한 자기 자신을 지키기 위해 모반을 일으켰다는 설 등 수동적인 동기를 주장하는 것의 통칭이다. 불안설(초려설/궁서설)도 있는데, '원한'이 '공포'로, '복수심'이 '자위'(自衛) 의식으로 치환되었을 뿐 본질적으로는 다르지 않다.
패전 이후 일본에서 실증사학(実証史学)에 토대하는 연구가 이루어졌다. 이 분야에서 선구가 되었던 다카야나기 미쓰토시(高柳光寿)는 야망설을 주장한 논자로 1958년에 저서 《아케치 미쓰히데》(明智光秀)를 발표하여 그때까지 일본에서 비교적 유력시되고 있던 원한설의 근거를 하나하나 부정하였다. 원한설을 주장한 논자인 구와다 다다치카(桑田忠親)가 이에 대한 반론을 제기하여, 다카야나기와 구와다 두 사람은 비교적 양질의 1차 사료의 고증을 토대로 한 의론으로 논쟁을 벌였고, 구와다가 1973년에 다카야나기의 저서와 동명의 저서 《아케치 미쓰히데》를 발표하여 단순한 원한설(개인적인 분노설)이 아닌 무도(武道)에서의 '체면'을 세우기 위해 주군 노부나가를 모살하였다는 논리로 설을 전개하였고 그것이 최근에는 의분설(義憤説), 다양한 명분 존재설로 발전해 나갔다. 노부나가의 비도(非道)를 저지하기 위해서라는 설을 제기했던 오와다 데쓰오도 이 계보에 들어간다. 또한 야망설은 혼노지의 변 뒤의 미쓰히데의 행동이나 계획의 지리멸렬함이 비판되고 있는데, 천하를 차지하고 싶다는 동기까지는 동의하면서도 사전 계획도 없이 그저 노부나가가 무방비로 혼노지에 있는 것을 보고 충동적으로 일으켰다는 돌발설(우발적 봉기설)이라는 아종으로 발전하였다. 그러나 고증적인 견지에서의 연구에서 판명된 것은 결국 이 가운데 어떤 것도 충분한 근거가 없다는 것으로, 어느 설도 아직 정설에 이르지 못한 이유가 되고 있다.
야망설도 원한설도, 불안설 등도 모두 미쓰히데가 자신의 의사로 사건을 일으켰다는 것을 전제로 하는 미쓰히데 단독 범행설(미쓰히데 주범설)의 범주에 속하는데, 이와는 전혀 다른 주장도 나타났다. 일본의 작가 야기리 도메오(八切止夫)는 1967년에 저서 《노부나가 살해범은 미쓰히데가 아니다》(信長殺し、光秀ではない)를 통해 주범이 따로 있다는 설(이른바 음모론의 일종)의 포문을 열었다. 그의 주장은 요약하면 "노히메(濃姫)가 사이토 도시미쓰와 공모하여 혼노지로 병사를 향하게 하였다. 그 무렵 시코쿠 침공 준비중이던 오다군을 마카오 침략으로 오인했던 선교사가 폭약을 던져 넣어서 노부나가를 살해한 것이다"로, 미쓰히데 자신은 전혀 이에 관여하지 않았다고, 미쓰히데는 이 사건에 있어서 무죄라는 기상천외한 주장을 하였다. 당연히 역사가들로부터 야기리의 이 설은 무시당했지만, 사료의 취사 선택과 독자 해석이 난무하는 상황에 대한 일종의 경종이 되었다.
 또한 1968년에 일본의 사학자 이와사와 요시히코(岩沢愿彦)가 '혼노지의 변 습유(拾遺) ―《일일기》 수록 덴쇼 10년 여름 기록에 대하여'(本能寺の変拾遺 ―『日々記』所収天正十年夏記について)라는 논문을 발표하여 가주지 하루토요의 《일일기》를 활자로 복각한 것을 계기로 하여 당시 구게슈(公家衆)의 일기에 대한 연구가 진행되고, 1991년에 다치바나 교코(立花京子)는 《하루토요코키》(晴豊公記)의 새로운 해석에 토대한 논문 ｢노부나가에의 삼직추임에 대하여｣(信長への三職推任について)를, 1992년 이마타니 아키라(今谷明)가 저서 《노부나가와 천황 - 중세적 권위에 도전한 패왕》(信長と天皇―中世的権威に挑む覇王)을 발표하여 주목을 끌었다. 이 무렵에 들어 일본의 사학회에서는 조정 흑막설(조정 관여설)이 각광을 받고 있었고, 유력한 설 가운데 하나인 것처럼 보이게 되었다. 종래로부터 흑막설은 등장인물을 자유롭게 움직이는 '이야기'를 쓰기 쉬웠던 탓에 작가들에게 선호되었던 것이고, 셀 수도 없을 정도의 인물들이 흑막으로써 거론되고 떠올랐다. 하지만 그런 창작 분야에 사학이 섞이면서 더욱 촉발되었고, 현재도 주범 존재설과 흑막 존재설(공모설) 이렇게 두 계통과 복합설(複合説)이라 불리는 이들 여러 설들을 섞은 것까지 더해져 늘어났다. 2009년에 아케치 겐고로가 발표한 저서 《혼노지의 변, 427년만의 진실》(本能寺の変 427年目の真実)는 공모설로 분류된다.

### 내용주
1. ↑  《아케치 군기》(明智軍記)에 따르면 아케치 군세는 셋으로 나뉘어, 제1진의 대장은 아케치 히데미쓰가 맡고, 시오텐 마사타카(四王天政孝), 쓰마키 히로타다(妻木広忠), 시바타 가쓰사다(柴田勝定)를 따르게 하였으며 병력은 4천이었다. 제2진은 대장은 아케치 미쓰타다로 후지타 유키마사, 미쓰오 시게토모, 이세 사다오키(伊勢貞興), 나비카 야스이에(並河易家)를 따르게 하였고 병은 똑같이 4천이었다. 제3진의 대장이 총대장인 아케치 미쓰히데로 사이토 도시미쓰, 미마키 가네아키(御牧兼顕, 가게시게景重), 아라키 우지쓰나(荒木氏綱)를 따르게 하였으며 병력은 5천이었다고 한다.[1] 그 내용은 사료에서 확인되지 않으나, 고단바나시(講談話)의 토대가 되기 충분하였다.
2. ↑  《고레토 퇴치기》(惟任退治記)에 따르면 노부타다의 수세가 500명으로 교토에 머무르고 있던 수행원으로 급히 달려온 자가 1천여 기였다고 한다.
3. ↑  《신쵸코키》에 등장하는 사망자의 합계이다.
4. ↑  다케다 씨(武田氏)의 소료(惣領)였던 노부카쓰가 죽은 뒤, 아나야마 노부타다(穴山信君)의 적남이던 가쓰치요(勝千代)가 가독을 이었고 아나야마 씨(穴山氏)는 노부나가에 의해 본령안도(本領安堵), 즉 원래 소유하던 영지에 대한 지배권을 보장받았다. 나아가 가쓰치요의 요절 뒤에도 도쿠가와 이에야스(徳川家康)의 다섯째 아들 노부요시(信吉)의 양자로 들어가서 집안을 이었고, 명목상 다케다 씨는 멸망하지 않고 이어졌다.
5. ↑  원문은 "天下の儀も御与奪なさるべき旨、仰せらる"(《신쵸코키》)
6. ↑  오다 가의 가독은 《신쵸코키》에 따르면 이보다 6년 전인 덴쇼 3년 11월 28일에 노부타다에게 넘겨 주었다.[17]
7. ↑  덴쇼 3년에 노부나가에게 명마와 매를 바친 이래[18] 다테 데루무네(伊達輝宗)는 일관되게 노부나가에 대한 종속을 표명하고 있었으며, 혼노지의 변이 있기 직전인 5월 22일에도 노부나가에게 말을 바쳤다.[19]
8. ↑  덴쇼 8년 3월 10일에 사자 가사하라 야스카쓰(笠原康勝)가 나서서 말을 개진하여 노부나가와 고호조 사이에 맹약이 맺어졌다.[22] 하지만 동맹은 덴쇼 10년에 이르러 우지마사 쪽이 노부나가 쪽으로 종속되는 듯한 입장으로 보다 기울었고 앞에서 기술한 대로 빈번한 헌상품이 보인다. 3월 26일에는 우지마사가 이즈 산쟈 신사(伊豆三社神社)에서 노부나가와 자신의 친분이 더욱 두터워지기를 신에게 기원했다는 기록까지 있다.[23]
9. ↑  반(反)아시카가 요시아키(足利義昭) 파였던 옛 간파쿠(関白) 사다이진(左大臣)이다. 시마즈와의 외교를 위해 두 번이나 사쓰마로 향했으며, 덴쇼 10년 2월에 다조다이진(太政大臣)이 되었다.
10. ↑  히젠의 류조지 씨(龍造寺氏)와 노부나가의 외교 상태에 대해서는 자세히 알 수 없다. 다만 이 무렵 류조지 씨와 모리 씨는 동맹 관계에 있었다.
11. ↑  노부나가 포위망은 노부나가에 의해 교토에서 쫓겨난 쇼군(将軍) 아시카가 요시아키(足利義昭)가 주도한 것으로, 삼직추임문제(三職推任問題) 등에서도 쇼군이 여전히 건재하다는 사실은 장해가 되고 있었다. 그런 요시아키를 숨겨 주고 있는 모리 씨를 타도하는 것은 노부나가가 명실공히 '천하 평정'을 선언하기 위해서 필수불가결한 것이었다.
12. ↑  금신은 일본의 음양도에서 방위의 신으로. 오행의 하나인 금기(金氣)의 정령이다. 일본 음양도에서는 이 신이 있는 방향으로 토목 공사를 벌이거나 이사·외출·여행하면 가족에게 불행이 생긴다(금신칠살)고 하여 금기로 여겼다.
13. ↑  《조겐 이야기》(長元物語)에 따르면 사카이(堺)의 상인 시시쿠야 잇카도(宍喰屋一廉)의 중개에 의한 것이었다고 한다.
14. ↑  『石谷家文書』에 의한다.[38] 이밖에도 모토치카의 정실을 미쓰히데의 여동생의 딸(즉 미쓰히데의 조카)라고 하는 설도 있는[39] 등 여러 이설도 있다. 사이토 도시미쓰와 미쓰히데의 관계에 대해서도 여러 설이 있으며, 도시미쓰의 아내가 도산(道三)의 딸(즉 노부나가의 처제)로, 도산의 처인 오미 마님(小見の方)이 미쓰히데의 이모에 해당한다는 점이나, 도시미쓰가 미쓰히데의 여동생 내지는 이종사촌이라는 것 등이 있다. 하지만 어느 쪽이든 양자가 친척 관계에 해당한다는 점은 분명하다.
15. ↑  히데요시는 주고쿠 공격의 총대장이었을 뿐만 아니라 북쪽 방면으로 비젠(備前)의 우키타 씨(宇喜多氏)와도 가까운 관계에 있었고, 사누키 ・ 아와에서의 정세에 강한 영향력과 관심을 가지고 있었다.
16. ↑  《신쵸코키》 원문에는 이렇게 되어 있다. 信長公此等趣被及聞食今度間近く寄合候事興天所候被成御動座中国之歴々討果九州まで一篇に可被仰付之旨
 — 史籍集覧[56]
17. ↑  빗추로 향한 시기는 알 수 없다.
18. ↑  교토 아타고 산에서 모시는 덴구(天狗)를 가리킨다. 아타고 다로보 덴구(愛宕太郎坊天狗)이다.
19. ↑  노부나가는 원래 묘카쿠지를 기숙처로 하였으나 1580년 이후에는 예전 숙소였던 혼노지를 기숙처로 돌리고[62], 대신 아들 노부타다가 아버지의 숙소였던 묘카쿠지를 기숙처로 사용하게 되었다.[64]
20. ↑  지금의 가메오카 시(亀岡市) 시노초노조(篠町野条)이다.[73]
21. ↑  《신초코키》 대부분의 판본에서 '미조오 가쓰효에'(溝尾勝兵衛)의 이름이 여기에서는 나오지 않고 네 명이라고 되어 있다.
22. ↑  지금의 니시쿄 구(西京区) 오에쿠쓰카케 정(大枝沓掛町)이다.
23. ↑  《당대기》에 따르면 오슈(奥州) 출신의 마술가(馬術家)라고 전하고 있다.[6]
24. ↑  《신초코키》를 쓴 오타 규이치는 노부나가를 옆에서 모시던 고유미슈(御弓衆)였다. 《신초코키》의 여러 판본 가운데 하나인 《이케다 가본 「신초키」》에는 "노부나가의 마지막 직전까지 곁에 있던 혼노지에서 피난한 하녀에게서 들었다"라고, 다른 《신초코키》 판본과는 다른 기술을 싣고 있다.
25. ↑  노부나가의 최후를 《신초코키》에는 "御腹めされ"[88]라고 할복했다고 하였고, 《고레토 퇴치기》 등 다른 대부분의 기록들도 이를 따라 '할복'을 의미하는 표현이 쓰이고 있다. 다른 한편으로 《당대기》에서는 "焼死玉ふか"[93]라고 써서, 불타 죽었는지도 모른다고 말을 살짝 흐린다.
26. ↑  《고레토 모반기》(惟任謀反記)에는 십문자겸견(十文字鎌鑓) 즉 창날이 열 십(十)자로 생긴 창을 사용했다는 기술이 있는데 이를 묘사한 것으로 보인다.
27. ↑  무네야스는 니시야마 혼몬지의 18세 주지 니치준(日順)의 아버지이다. 무네야스의 아버지 다네시게(胤重)와 형 마고하치로 기요야스(孫八郎清安)는 혼노지에서 사망했고, 그는 아버지나 형의 목과 함께 노부나가의 목도 가지고 와서 사찰에서 공양하였다는 내용이다.
28. ↑  아케치 미츠히데는 아즈치 성에 있으면서 교토 조정의 사자로써 찾아온 요시다 가네하루(吉田兼見)와 회견한 날이었다.
29. ↑  시간에 대해서는 《예수회 일본 연보》에 따른다.
30. ↑  《아케치 군기》에는 가마타는 우물에 잠시 숨었다가 빠져나갔다고 한다.
31. ↑  《미카와 이야기》에서는 농성에 가담하지 못하고 뒤따라 자결하였다고 한다.[90]
32. ↑  아즈치 성 등의 大工棟梁이었다.
33. ↑  예수회 연보에는 노부타다가 묵고 있던 묘카쿠지를 '세자의 저택', 노부타다가 농성하기 위해 이동한 니조고신조를 '다이리의 고시(御子)의 거처'(内裏の御子の居)라고 표기하여 구별하고 있다[133]
34. ↑  원전은 루이스 프로이스가 보낸 편지인 『1582年のイエズス会日本年報追加』[135]를 따른 것이다.[136]。
35. ↑  혼노지의 변을 다룬 일본의 드라마 가운데는 야스케가 노부나가를 따라 싸우다 죽었다고 그려지는 경우도 있다.
36. ↑  '나라 바꾸기 설'(国替え説)은 유일한 사료로써 혼노지의 변 19일 전인 5월 14일자 단바의 고쿠진(国人), 토호(土豪)에의 군역을 맡고 있던 간베 노부타카(神戸信孝)의 군령서(軍令書)가 남아 있는데, 이 히토미 가 문서(人見家文書)의 화압(花押, 수결)의 진위를 놓고 일본 학계에서도 학문적인 논의가 이어지고 있다. 하지만 시노다 히로마사(簗田広正)나 다키가와 가즈마스가 같은 적지로의 '영지 옮기기(전봉)가 행해졌을 때에도 이들의 옛 영지는 조금 뒤에야 안도되었던 것에서, 이를 새로운 영지를 얻게 될 때까지의 옛 영지는 안도한다, 라는 당시 일본의 작법(作法)이 아니었을까 하는 설도 존재하고 있다.[149]
37. 1 2  일본 교토대학 부속도서관(京都大学付属図書館)에 소장된 아타고 백운 사본에서는 '下なる'라고 되어 있다.
38. ↑  'まつ山'는 '夏山'으로도 쓴다.
39. ↑  「池の流を」は「池のなかれ」ともされる。
40. ↑  양측 모두 어떤 음모·모략을 시사한다는 점에서는 공통된다.
41. ↑  아케치 겐고로는 이 책을 개정한 것을 2013년에 《혼노지의 변, 431년만의 진실》(문고판)로, 2015년에는 《오다 노부나가 433년만의 진실: 노부나가의 뇌를 역사 수사하라!》(織田信長四三三年目の真実 : 信長脳を歴史捜査せよ!, 幻冬舎)를 출판하였다.

#### 정세주
1. 1 2